# Bambou
Pour les articles homonymes, voir Bambou (homonymie).
Pour un article plus général, voir Bambusoideae.
Les bambous sont des plantes à fleurs monocotylédones appartenant à la famille des Poaceae (graminées), sous-famille des Bambusoideae. Ils se distinguent des autres graminées par leur port arborescent et leurs tiges ligneuses souvent de grande longueur, et sont répartis dans la classification botanique en trois tribus : les Bambuseae originaires des régions tropicales et subtropicales, les Arundinarieae originaires des régions tempérées et les Olyreae, des bambous herbacés originaires des régions tropicales d'Amérique latine. Ils sont caractérisés notamment par leurs tiges formées d'un chaume, généralement creux, lignifié, à la croissance très rapide.
Les bambous se sont adaptés à de nombreux climats (tropicaux, subtropicaux et tempérés) et sont présents naturellement dans tous les continents à l'exception de l'Antarctique. On en connaît environ 1 000 espèces ; les plus grands peuvent dépasser 30 m de hauteur, le plus petit (Raddiella vanessae) n'est haut que de 1 à 2 cm.
Le bambou a été et reste très largement utilisé en tant que plante ornementale, plante alimentaire et matériau de construction (échafaudage).

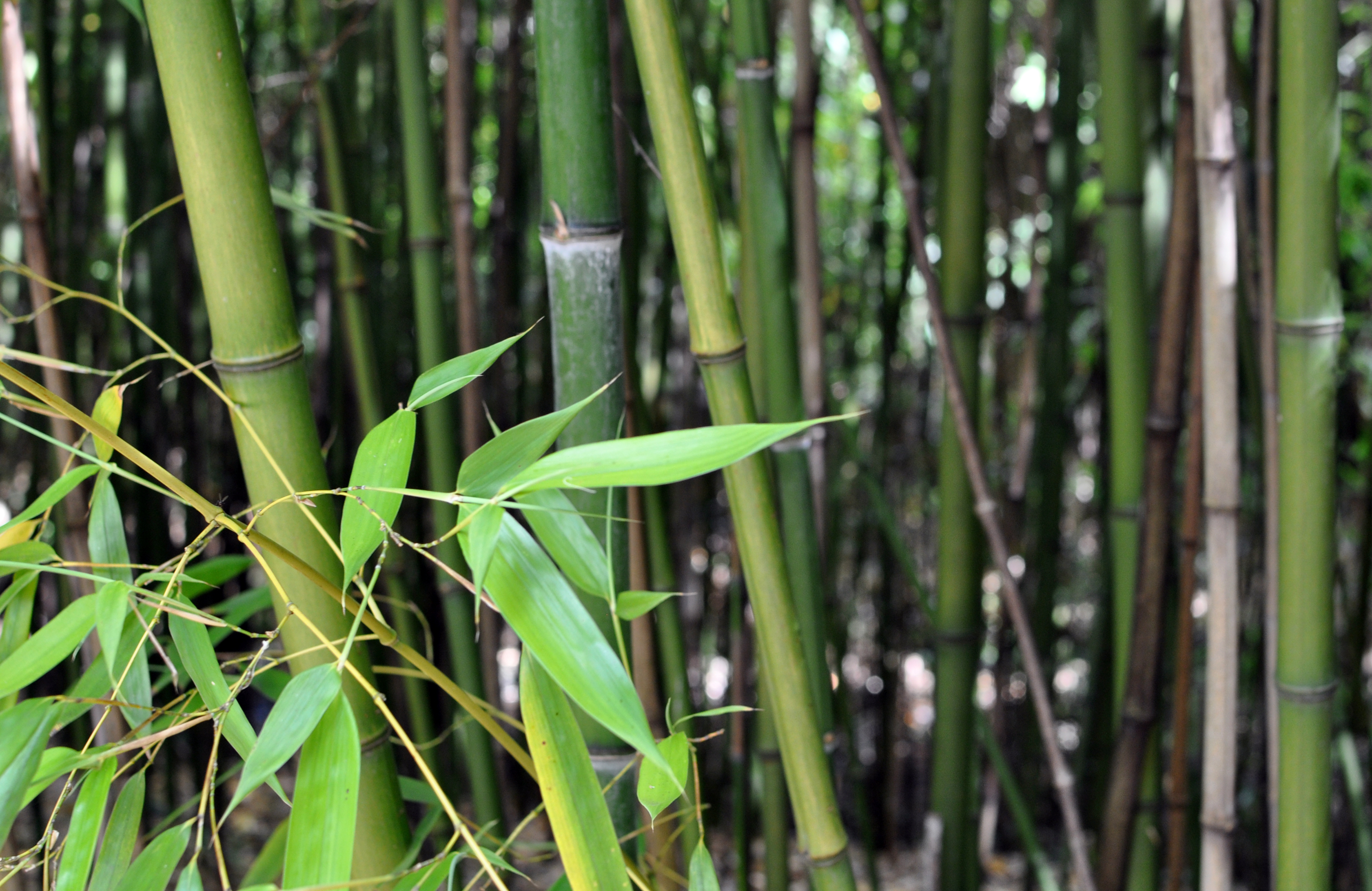
Phyllostachys viridiglaucescens.

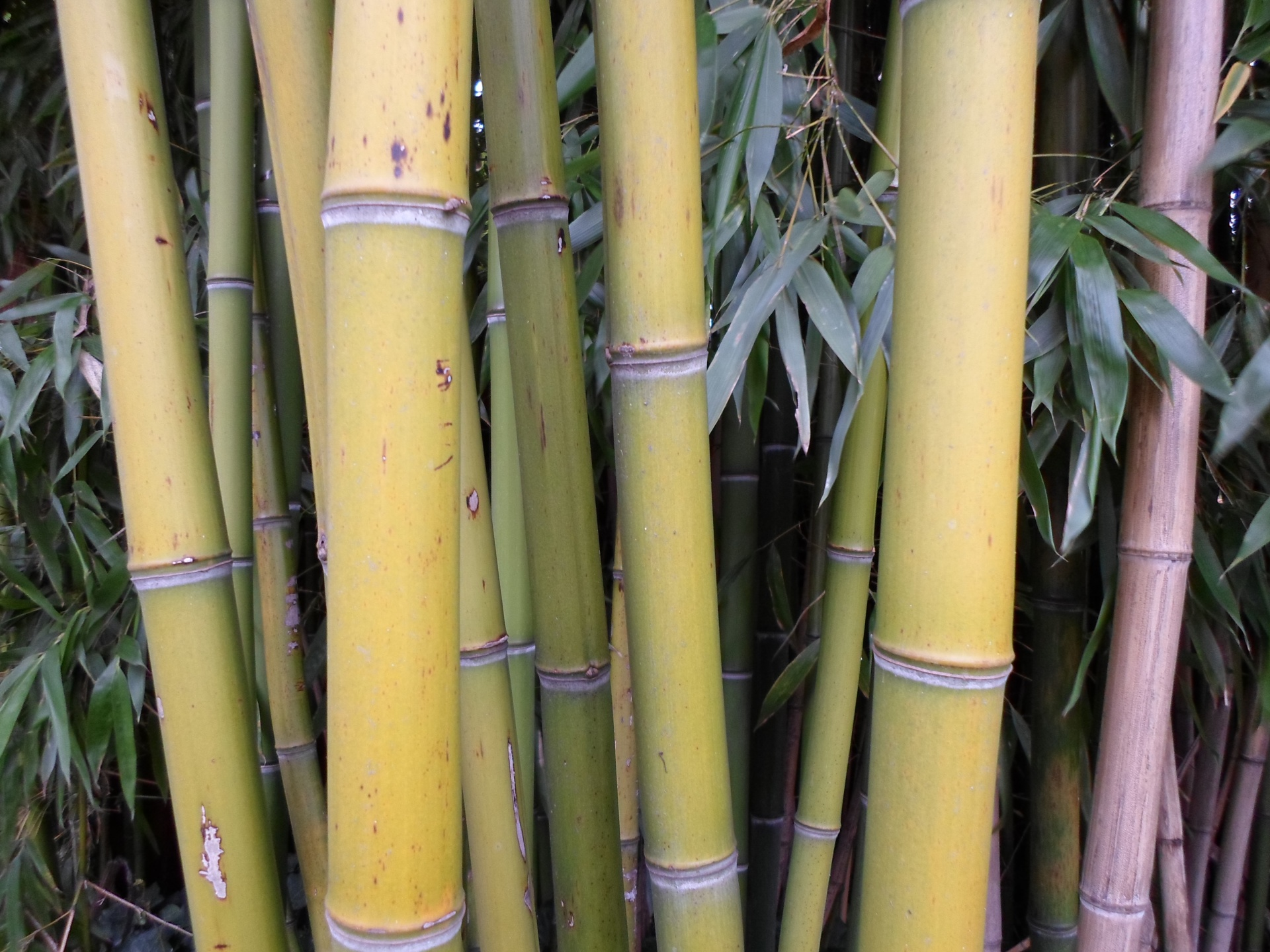
Chaumes de bambou.

## Description

### Rhizome

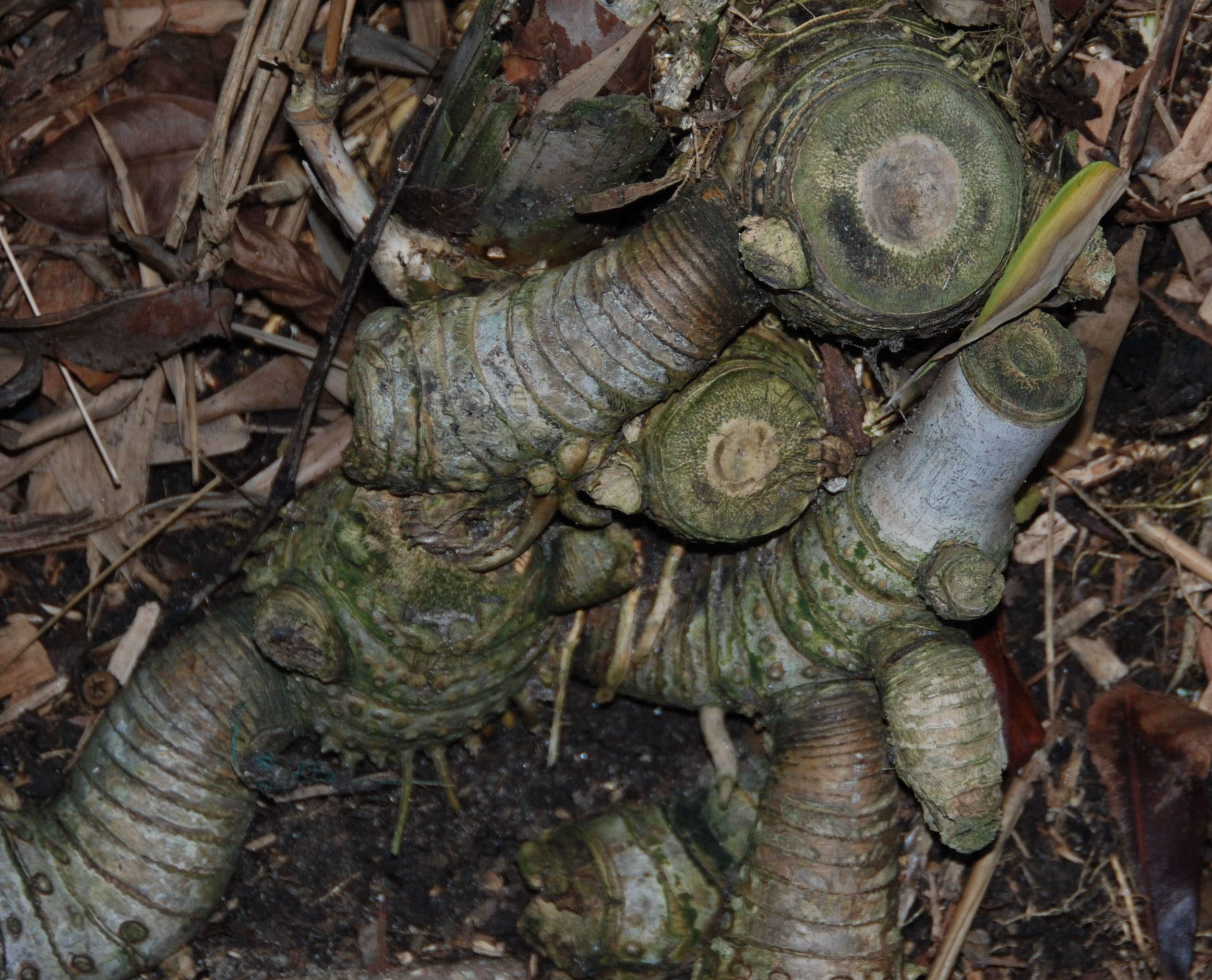
Rhizome pachymorphe de bambou.

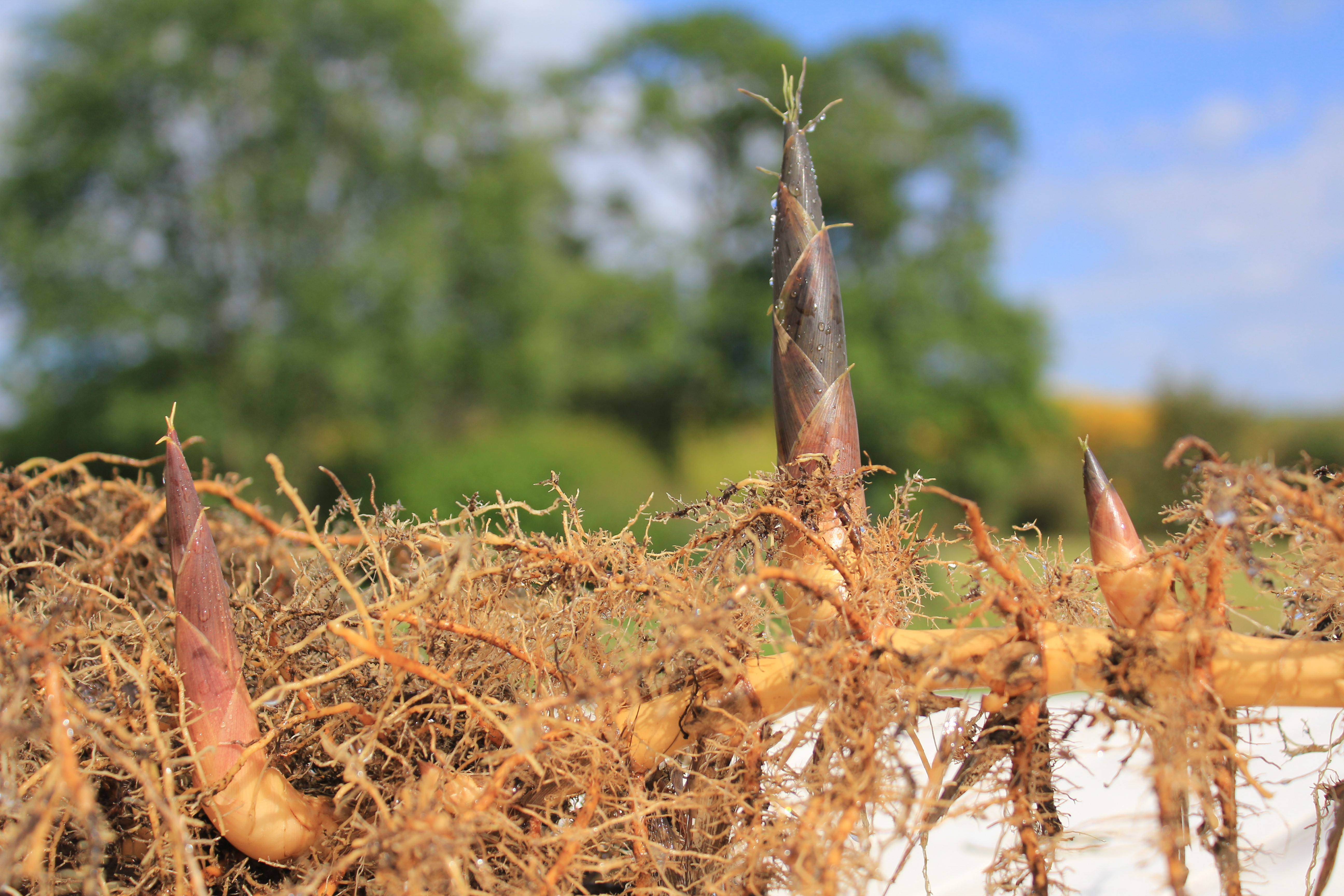
Rhizome leptomorphe de bambou.

Tous les bambous ont des tiges souterraines, appelées rhizomes. Ils permettent à la plante de croître en formant des touffes plus ou moins serrées. C'est aussi un organe de réserve. Les racines sont adventives et se développent autour des nœuds du rhizome.
On peut distinguer généralement deux grands types de système de rhizome.

#### Rhizomes pachymorphes
Ils sont courts et épais et se rencontrent chez les bambous cespiteux (Bambusa glaucescens, Bambusa vulgaris, Fargesia murielæ, Fargesia nitida)

#### Rhizomes leptomorphes
Ils sont longs et minces et se rencontrent chez les bambous traçants 

### Turion

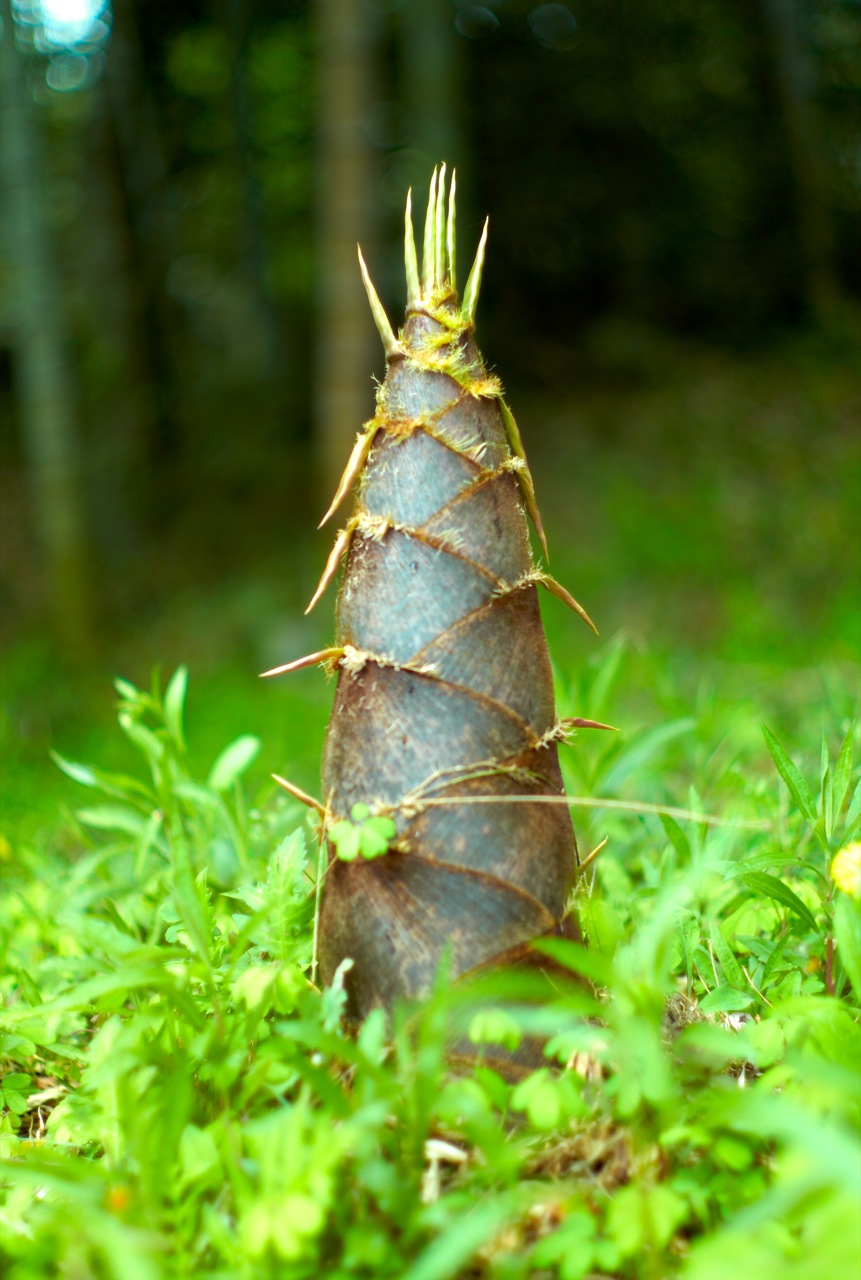
Jeune pousse de bambou géant.

Turion - Jeune pousse de bambou (3 m en 1 semaine).

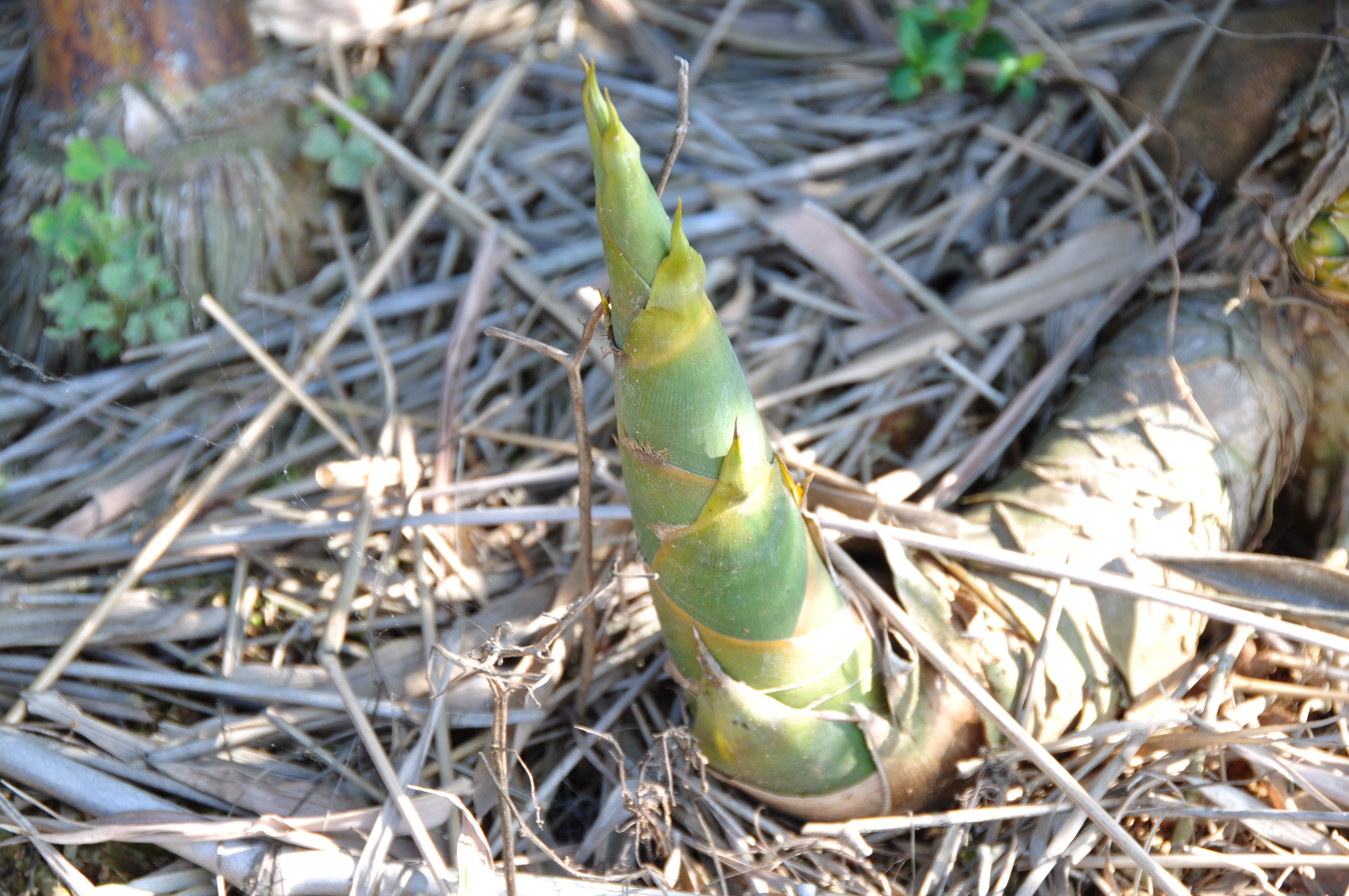
Turion de bambou.

Les jeunes pousses de bambous s'appellent des turions. Le turion est un type de bourgeon qui se développe sur la partie souterraine des bambous (les rhizomes). Turion vient du latin turio : « jeune pousse, tendron, rejeton ». Le turion est un bourgeon enterré, donnant naissance à une jeune pousse, qui deviendra chaume.

### Feuille

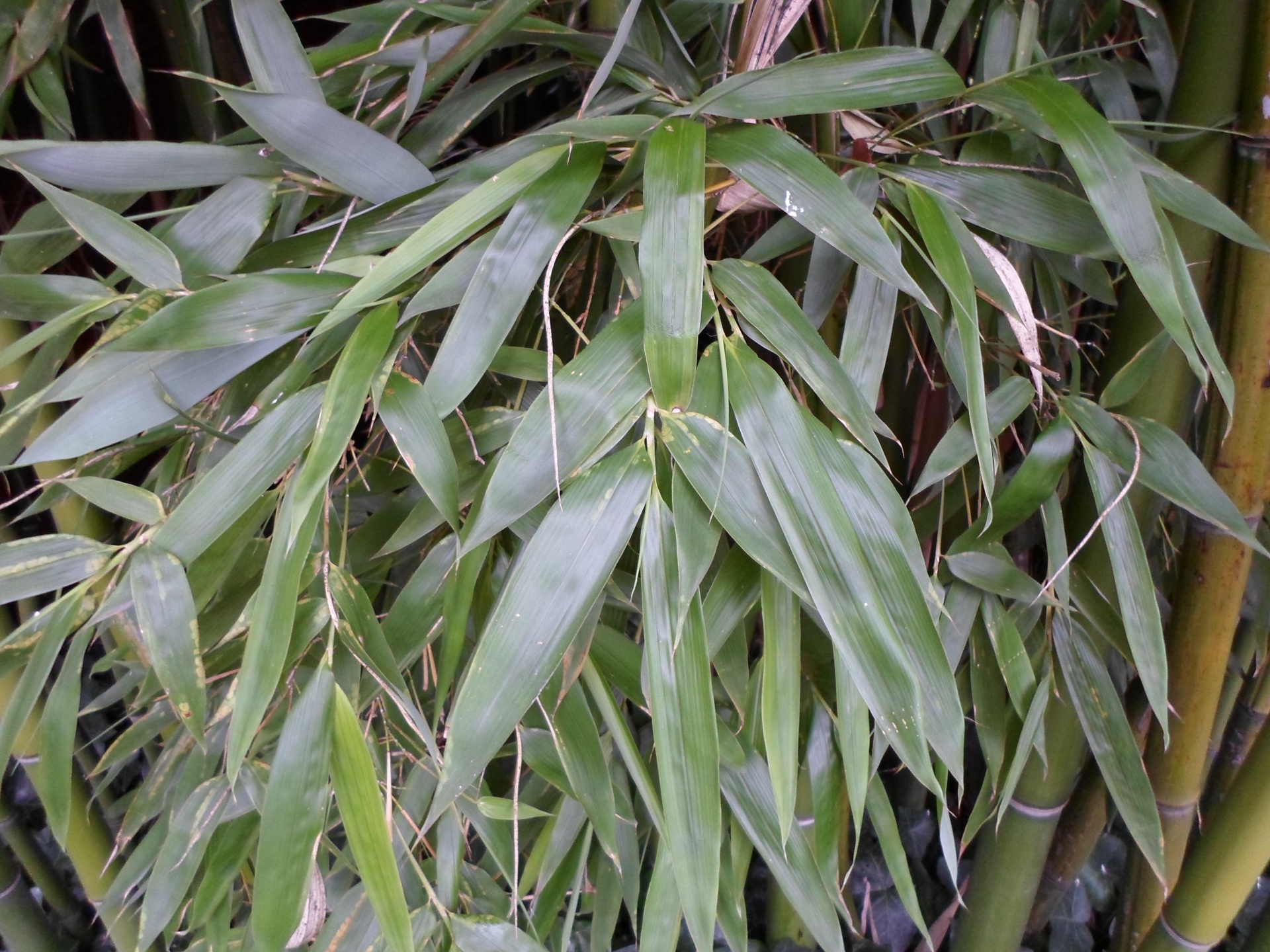
Feuillage de bambou.

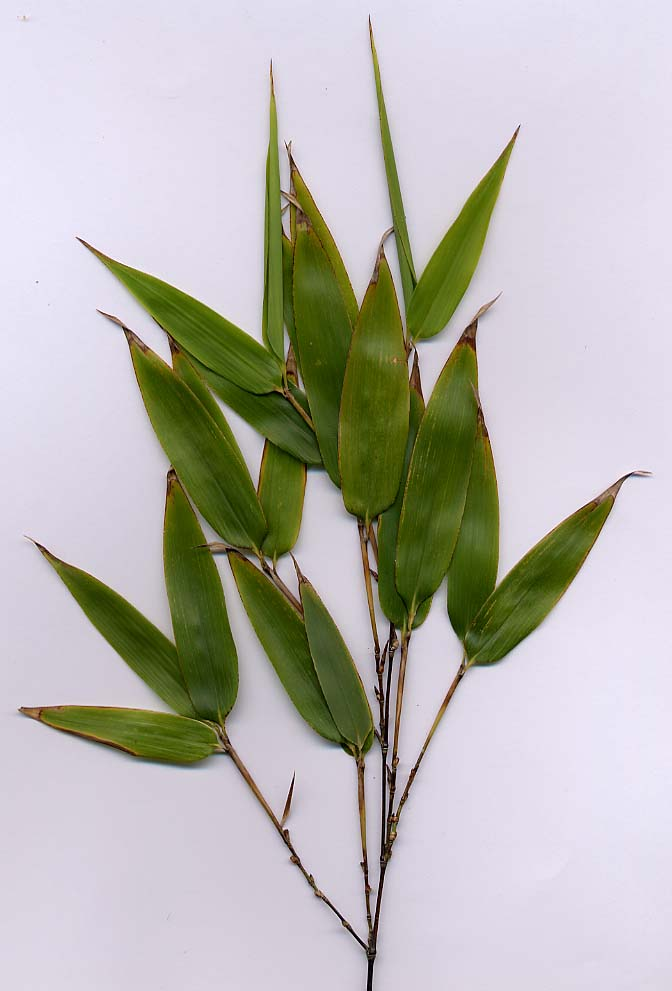
Feuille de Phyllostachys nigra.

Comme pour toute Poaceae (graminée), les feuilles comprennent une gaine ou fourreau, enveloppe du chaume, qui présente à son sommet une ligule et des oreillettes plus ou moins développées. Le pétiole est assez court et le limbe très allongé, à nervures parallèles, constitue la partie la plus apparente de la feuille.
La feuille du bambou est donc clairement découpée, fait assez unique chez les monocotylédones, chez les Poacées. Les bambous n'étant pas des arbres, ils n'ont pas de branches et il ne faut pas parler, à tort, de « branche » de bambou, pour nommer en réalité la feuille du bambou.
Les feuilles des bambous permettent de les distinguer des cannes de Provence, ces dernières ayant des feuilles effilées ressemblant plus à celles des feuilles de maïs.

### Chaume

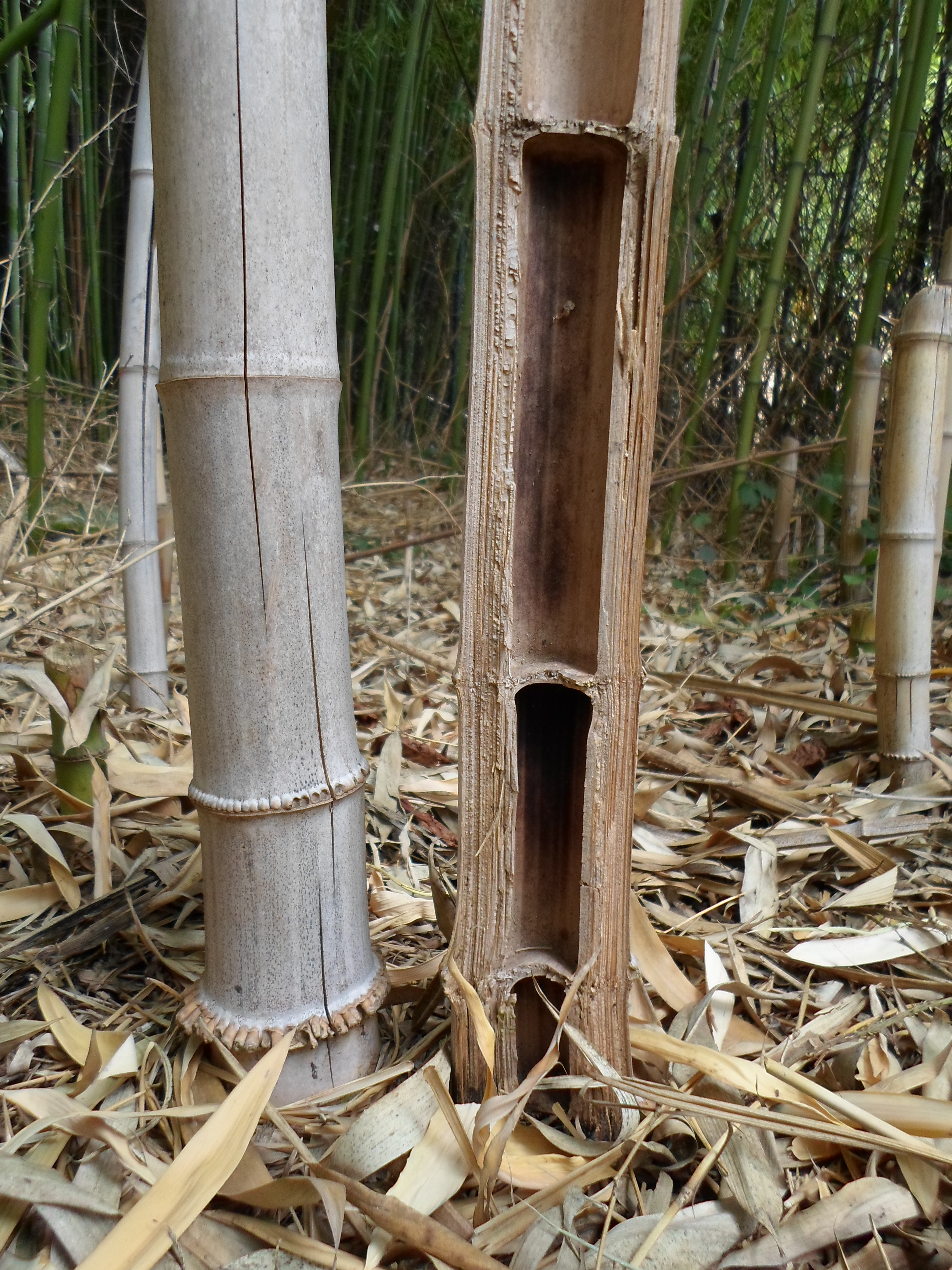
Pied de chaume de bambou, avec une coupe verticale montrant le cloisonnage du chaume.

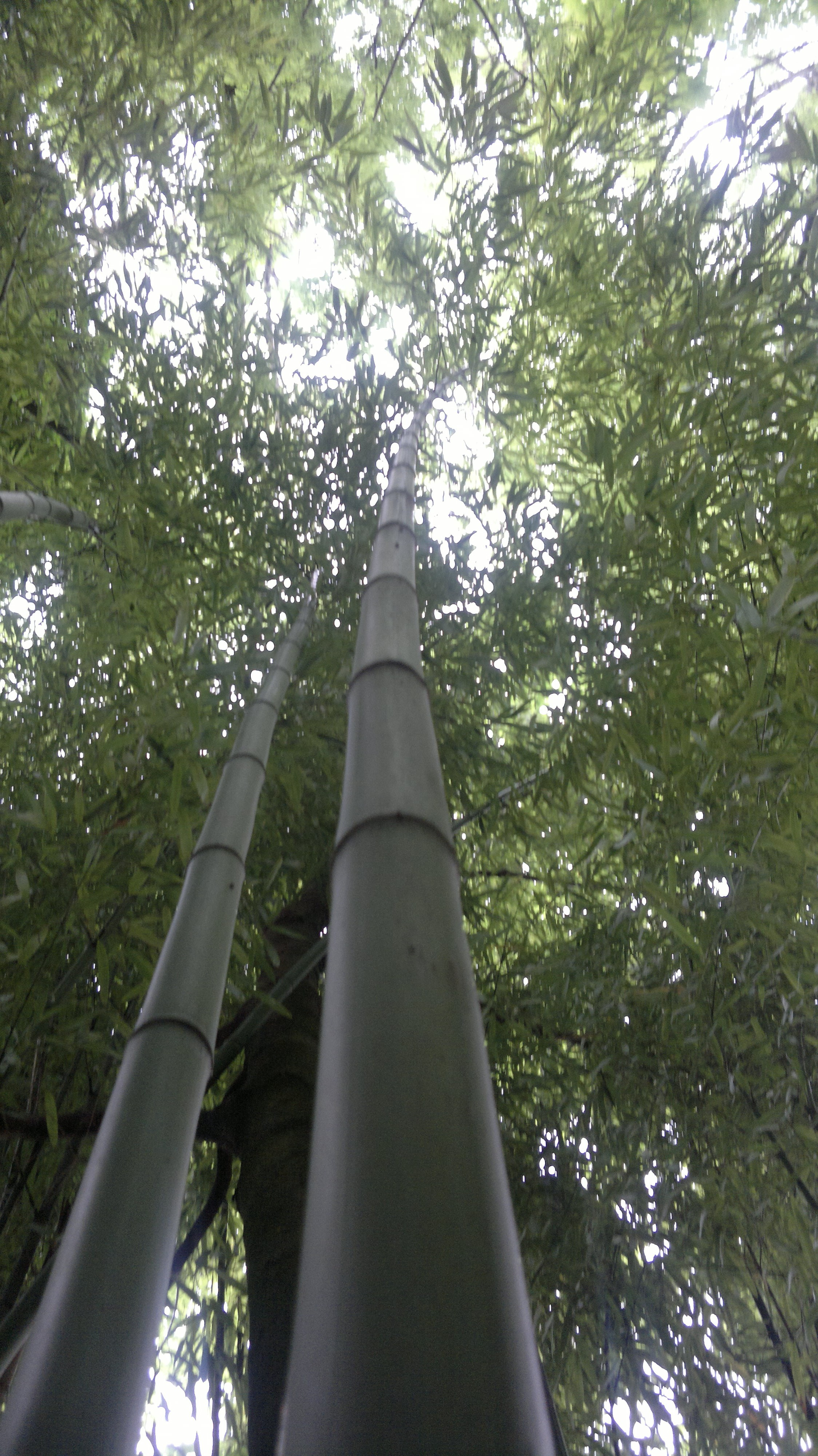
Chaume de bambou Phyllostachys viridiglaucescens.

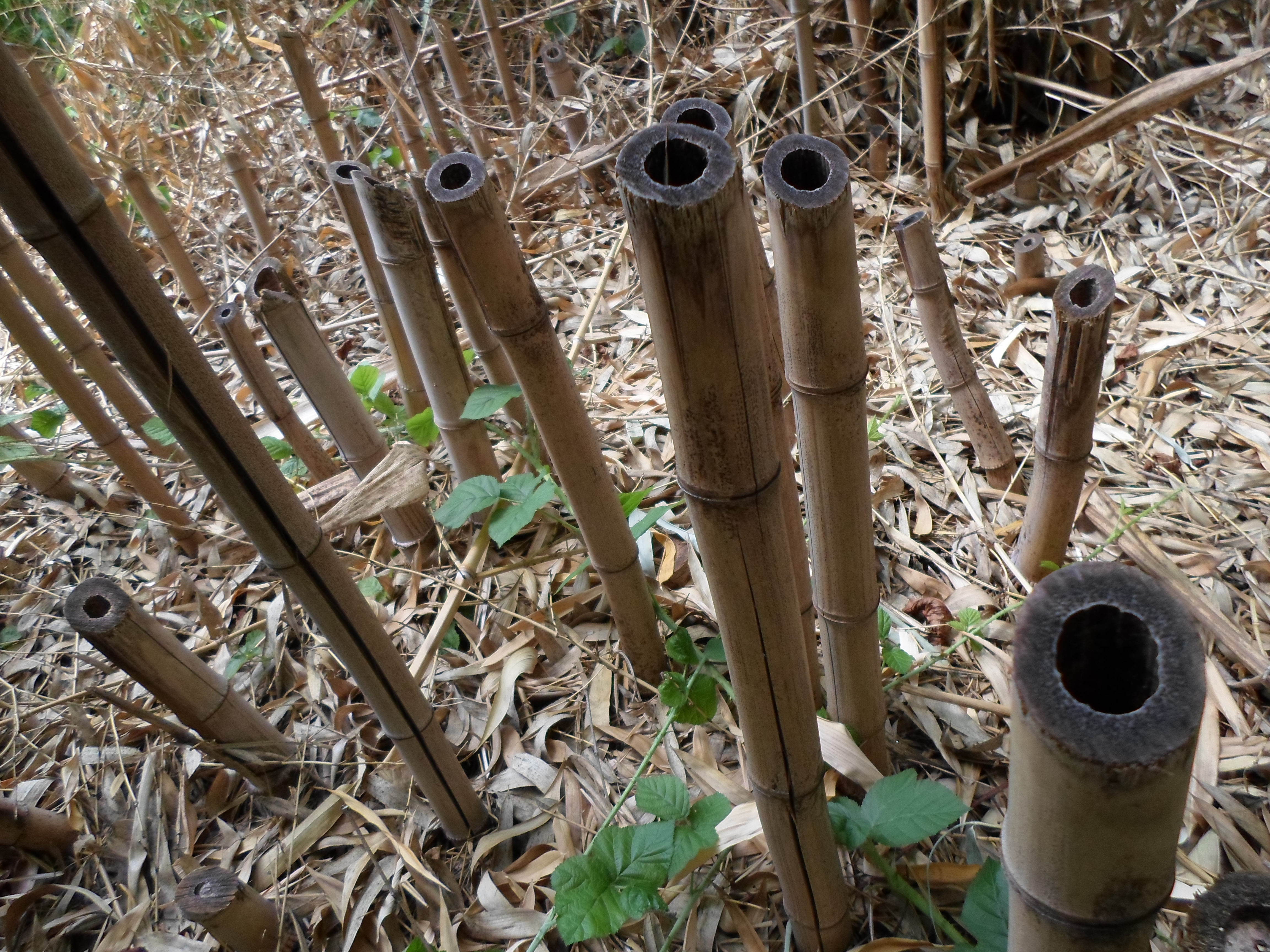
Pied de chaume de bambou, avec une coupe horizontale montrant la cavité fistuleuse (c'est-à-dire en tube) du chaume.

La tige principale est un chaume, ou canne, lignifié, fistuleux (c'est-à-dire en tube) cloisonné aux nœuds. La cicatrice visible aux nœuds est la trace de la gaine des feuilles tombées. Le chaume peut se diviser en rameaux feuillés, eux-mêmes divisés en ramuscules.
Le bois des chaumes, riche en silice, est très dur et très résistant.
La taille des tiges varie selon les espèces de moins d'un mètre jusqu'à 30 m. La vitesse de croissance peut chez certaines espèces être spectaculaire, jusqu'à presque un mètre par jour (vigueur que les Chinois auraient utilisée pour en faire un supplice).
Les chaumes se balancent aux vents forts et se plient sous le poids de la neige mais ils ne se cassent que rarement. Cette flexibilité est due aux entrenœuds creux de chacun des chaumes.

### Floraison

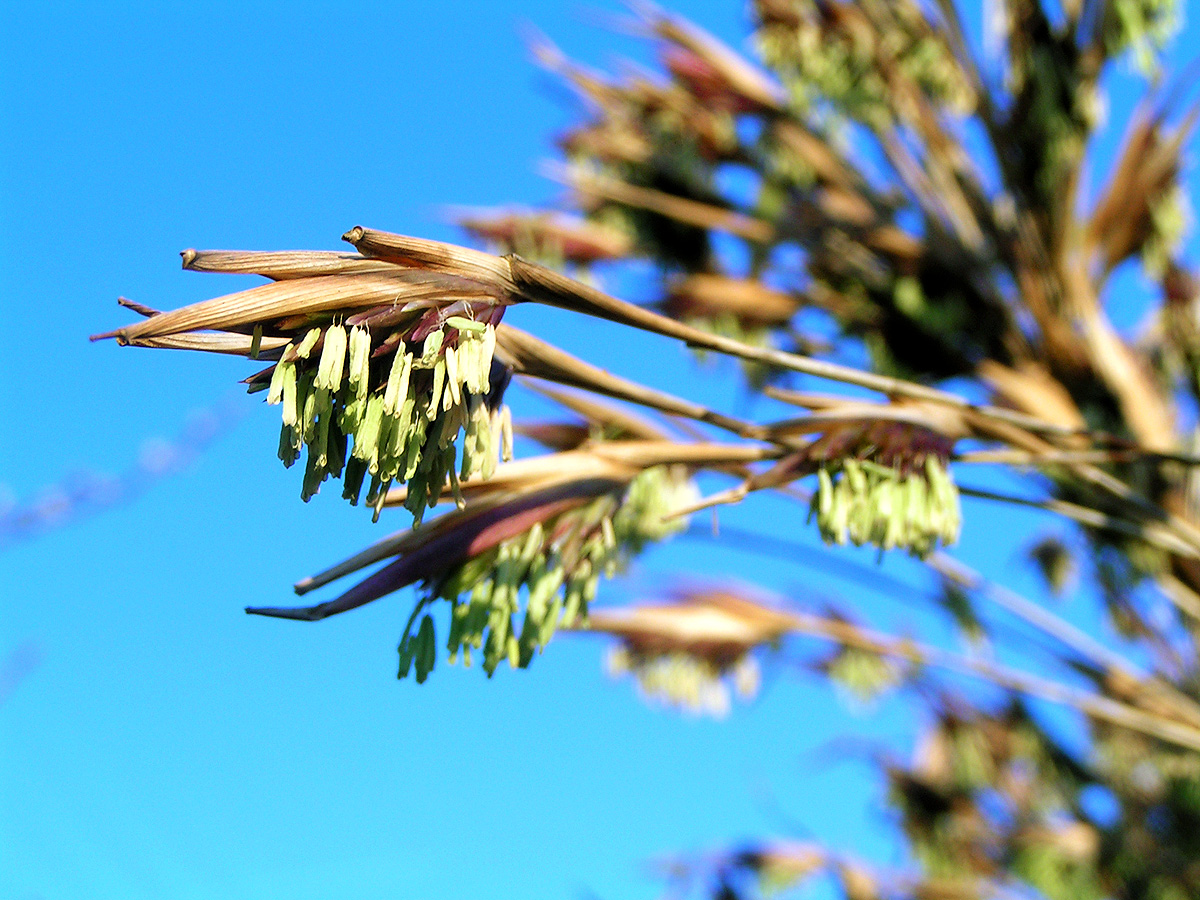
Inflorescence d'un bambou américain.

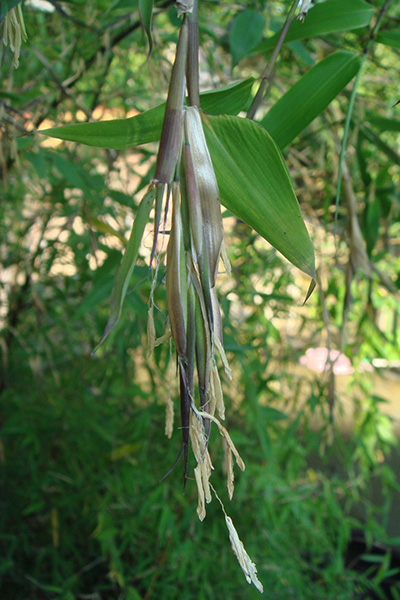
Phyllostachys glauca 'Yunzhu' en fleur

La floraison des bambous présente des caractéristiques particulières, qui ne sont cependant pas toujours vérifiées :
- la floraison n'est pas régulière et souvent espacée de plusieurs dizaines d'années. Le record est détenu par le bambou à chaumes noirs, dont la dernière floraison remonte à 1932.
- pour une espèce donnée, elle se produit simultanément dans toute une région, voire dans le monde entier, quel que soit l'âge de la plante ;
- les chaumes se dessèchent et meurent après avoir fleuri.

Constatée maintes fois, la simultanéité de la floraison n'a pas encore été scientifiquement expliquée. Une des hypothèses serait une mémoire génétique, une information contenue dans l'ADN du bambou et différente selon chaque espèce.
Les fleurs, plutôt rares, apparaissent à l'aisselle des feuilles, aussi bien sur des tiges jeunes que sur des tiges âgées. Elles sont groupées en épillets.

### Fruit
Le fruit est avec la fleur la structure la moins connue des bambous. Des caryopses peuvent être trouvés chez certaines espèces d'Arundinariinae.

### Arbre ou herbe?
Le bambou appartient à la sous-famille des Bambusoideae de la famille des graminées vivaces à feuilles persistantes Poaceae. Le bambou est donc bien une herbe et non un arbre. Cependant, la FAO inclut les espèces non ligneuses dans ses calculs, prenant donc les bambous et les palmiers comme des arbres.
Contrairement aux arbres et comme les herbes, les bambous n'ont pas de couche de cambium vasculaire ni de cellules méristématiques au sommet des tiges. Comme les herbes, la tige de bambou pousse et atteint sa hauteur définitive en une seule saison de croissance et persiste ensuite pendant plusieurs années. Sa hauteur et son diamètre ne varie plus mais le nombre de branches latérales et de ramifications augmente.
Le bambou a, par le passé, été considéré dans certaines régions comme un arbre. C'était le cas en Inde jusqu'en 2017. En effet, en Inde, pour couper, déraciner ou transporter un arbre, il y a des contraintes législatives. Le bambou perdant son statut d'arbre, son exploitation en devient facilitée.

## Principaux genres

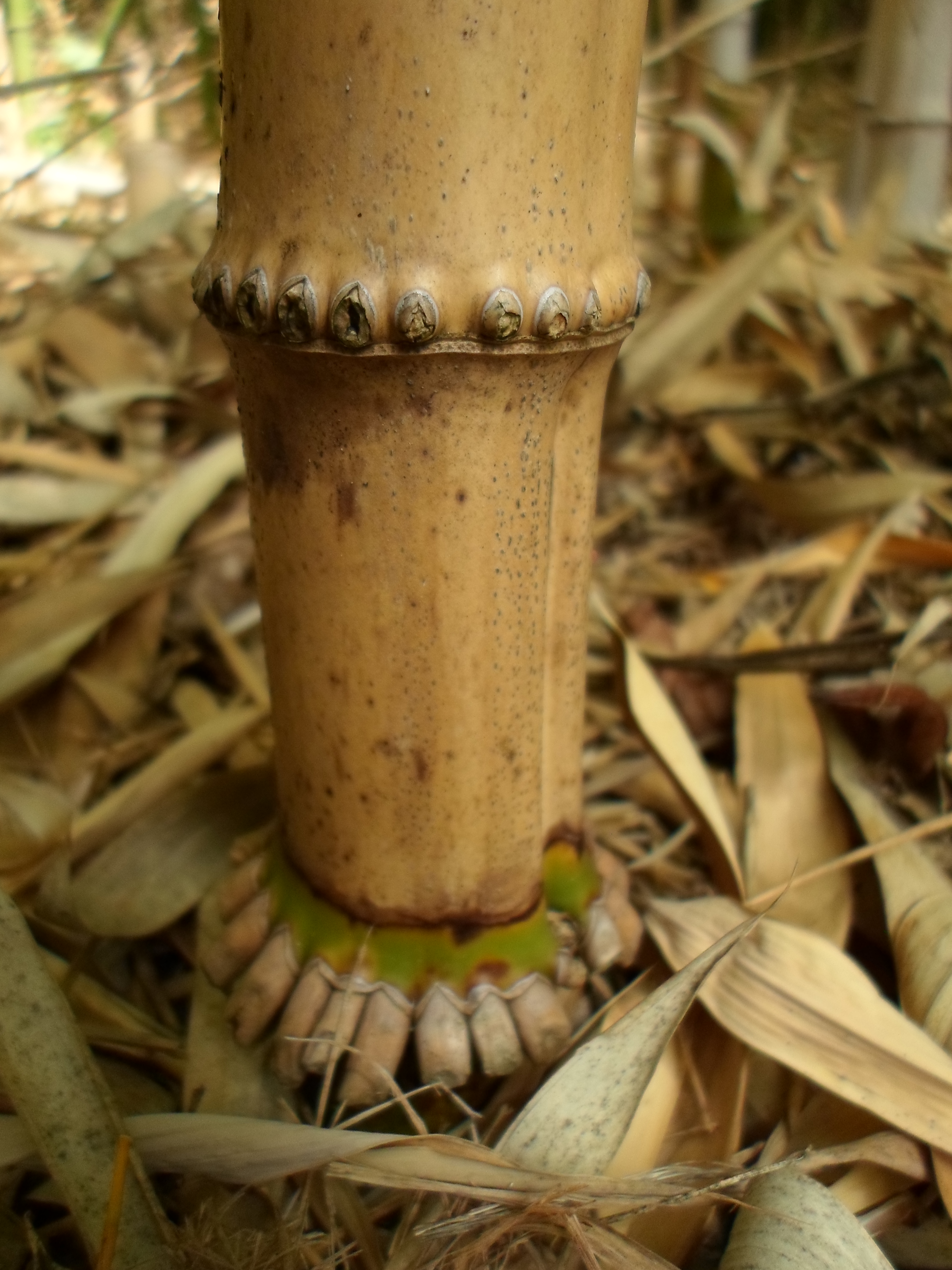
Pied de chaume de bambou Phyllostachys viridiglaucescens

| - Brachystachyum - Borinda - Chimonobambusa - Chusquea - Drepanostachyum - Fargesia - Indocalamus | - Ochlandra - Oligostachyum - Olmeca - Otatea - Oxytenanthera - Phyllostachys - Pleioblastus | - Pseudosasa - Rhipidocladum - Sasa - Semiarundinaria - Shibataea - Thamnocalamus - Yushania |

## Aire de distribution
La majeure partie des espèces de bambous est originaire d'Asie et d'Amérique, où ils se trouvent à des altitudes variables, jusqu'à 3 000 m dans l'Himalaya. Quelques rares espèces sont spontanées en Afrique continentale et en Océanie. Aucune n'est spontanée en Europe. Leur aire de répartition a connu une forte progression par la culture.

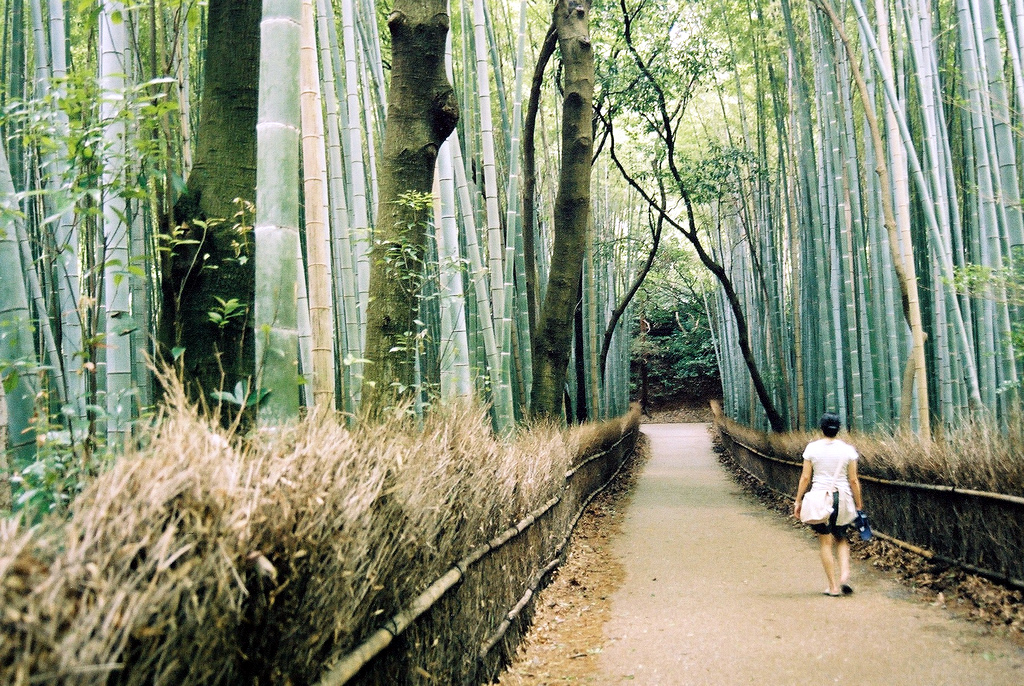
Bien que le bambou ne soit pas un arbre du point vue botanique, on parle de forêt de bambou (Arashiyama, Kyoto, Japon).
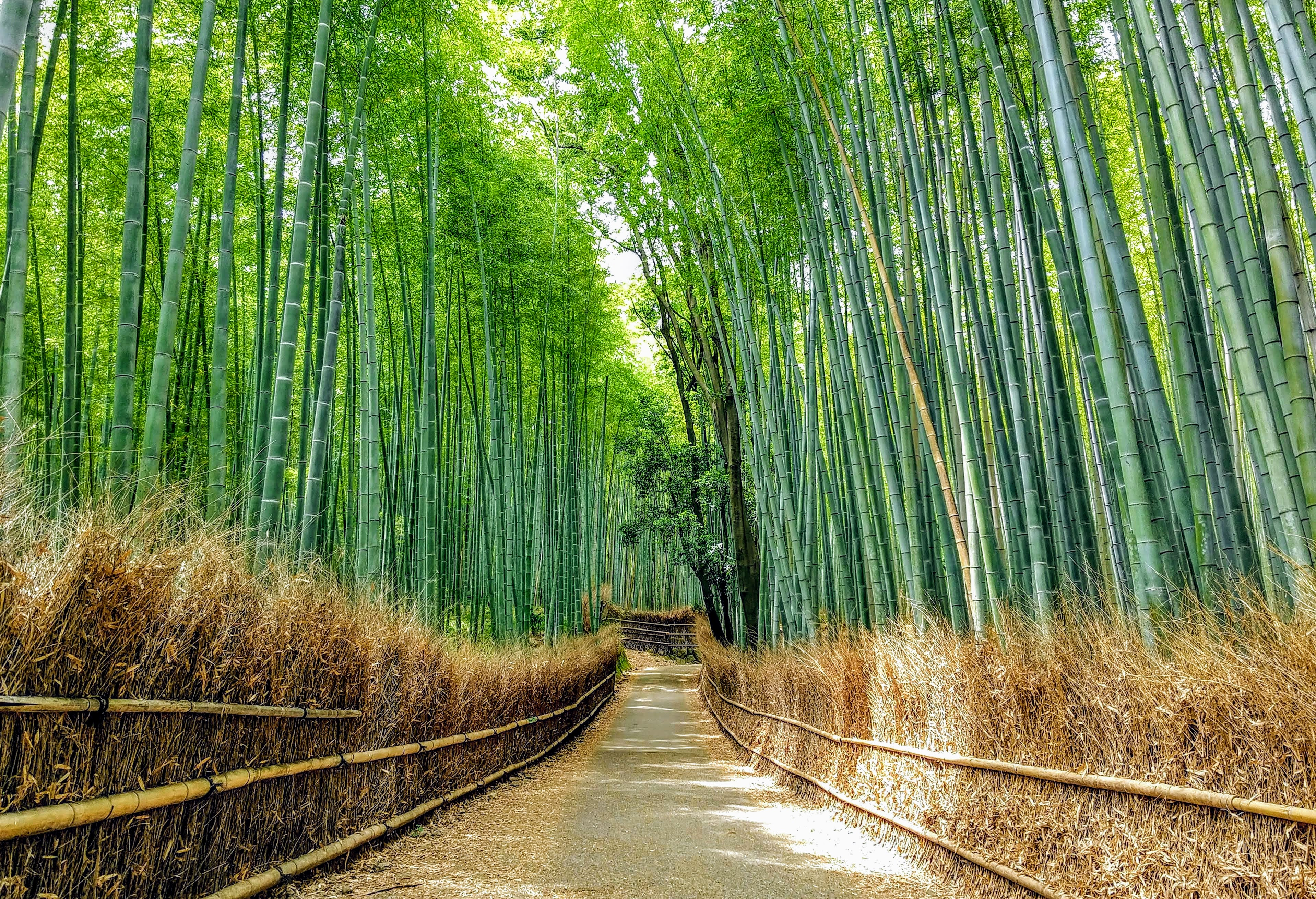
Forêt de bambou à Arashiyama (Kyoto, Japon). Juin 2021.
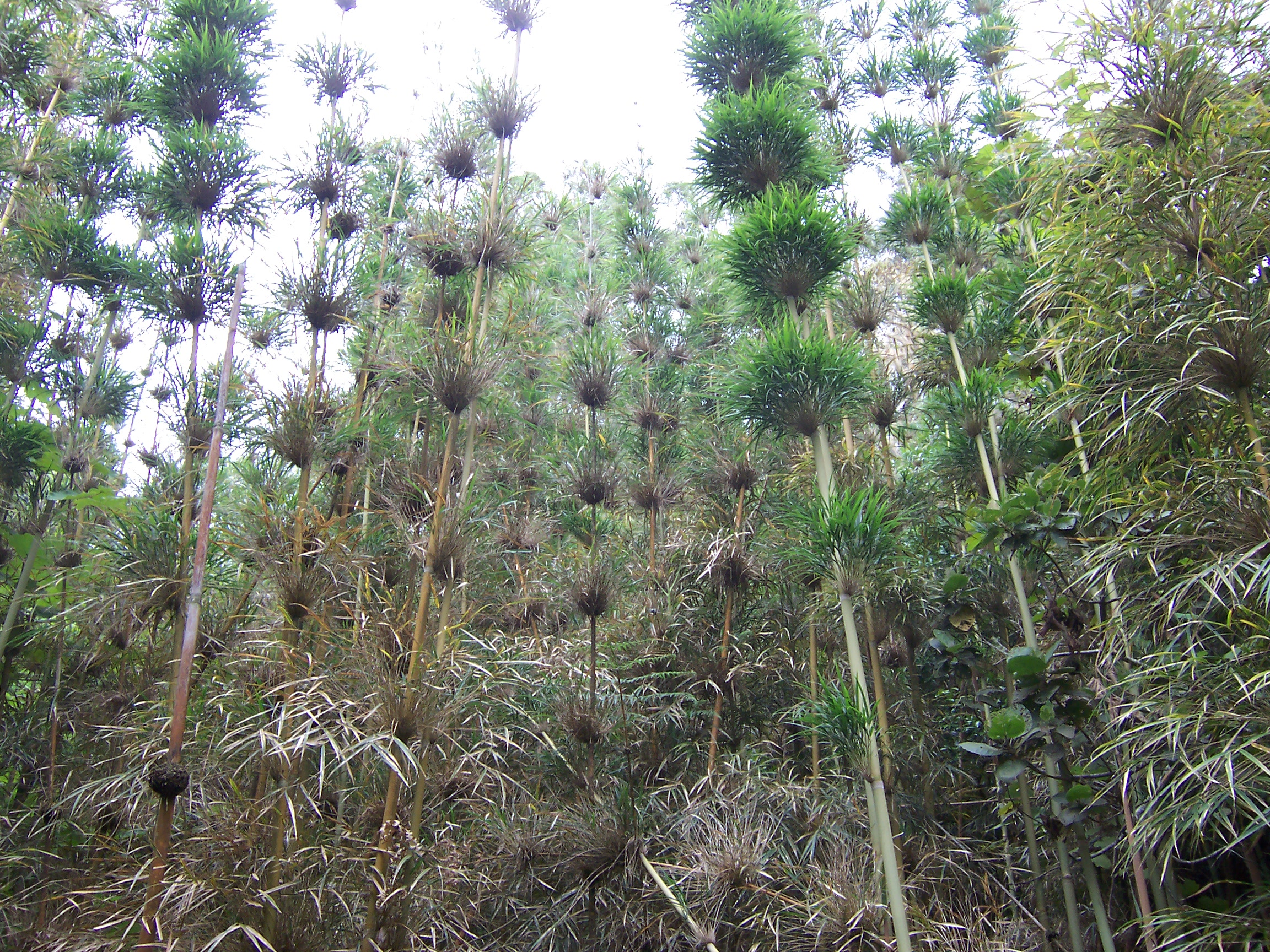
Calumets (Nastus borbonicus), bambou endémiques de l'île de la Réunion (France).

| Distribution mondiale | Distribution mondiale | Distribution mondiale | Distribution mondiale | Distribution mondiale              |
| --------------------- | --------------------- | --------------------- | --------------------- | ---------------------------------- |
| Localisation          | Sous-tribus           | Genres                | Espèces               | Distribution mondiale des Bambous. |
| Asie                  | 6                     | 44                    | environ 600           | Distribution mondiale des Bambous. |
| Amériques             | 4                     | 21                    | environ 400           | Distribution mondiale des Bambous. |
| Madagascar            | 2                     | 6                     | 20                    | Distribution mondiale des Bambous. |
| Afrique               | 2                     | 3                     | 5                     | Distribution mondiale des Bambous. |
| Pacifique             | 2                     | 2                     | 4                     | Distribution mondiale des Bambous. |
| Australie             | 2                     | 2                     | 3                     | Distribution mondiale des Bambous. |
| total                 | 18                    | 78                    | plus de 1000          | Distribution mondiale des Bambous. |

Plante aux particularités uniques dans le monde végétal, le bambou ne présente pas pour autant un aspect uniforme. Il en existe plus d'un millier d'espèces aux caractéristiques propres. Suivant l'endroit où il pousse, la nature du terrain, le climat, l'altitude, il peut être très différent de taille, de forme, voire de couleur.

## Bambou et environnement

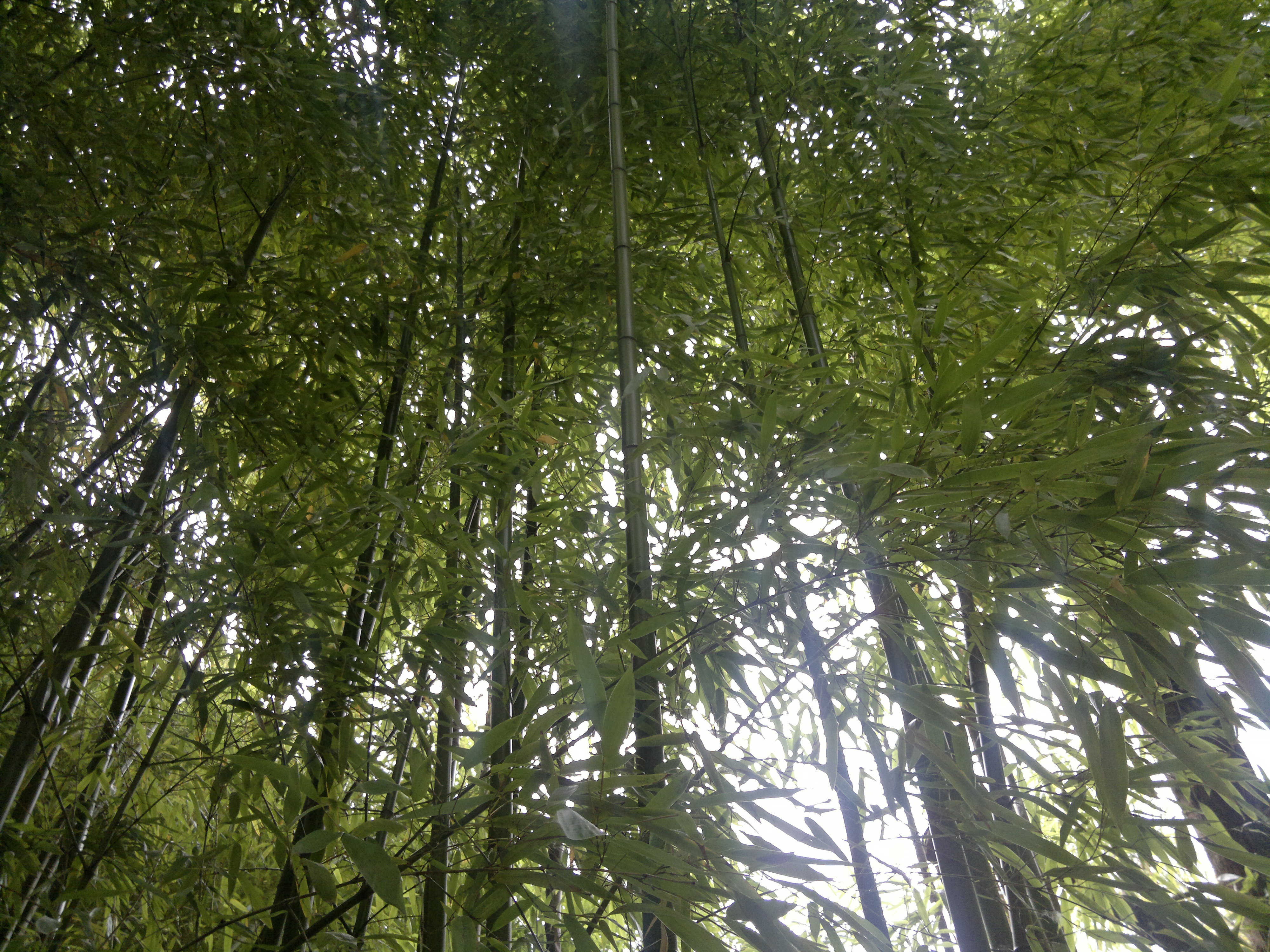
Forêt de bambou Phyllostachys viridiglaucescens

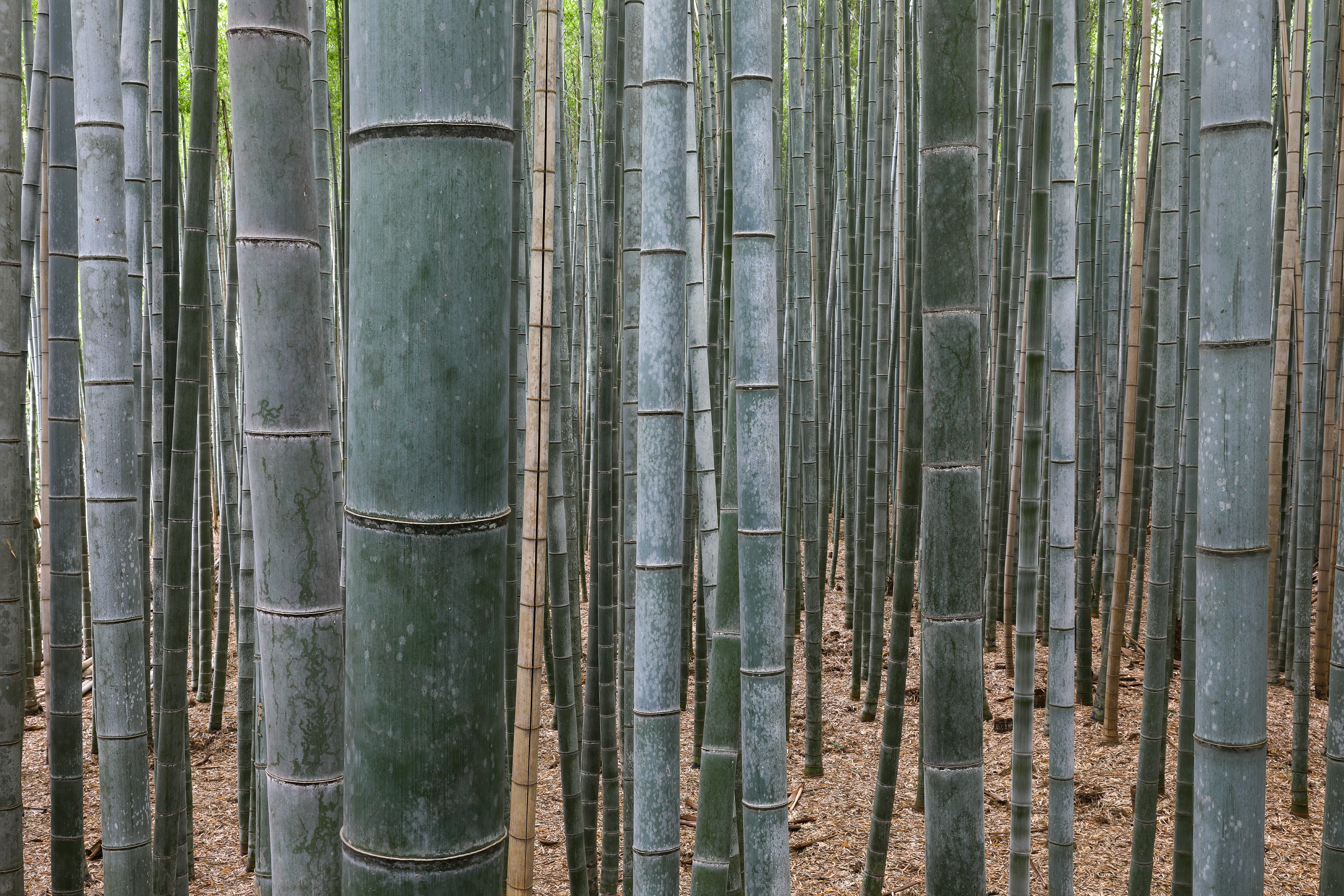
Forêt de bambous à Arashiyama, Japon. Juin 2019.

C'est une graminée ligneuse qui forme un groupe végétal diversifié et écologiquement important notamment car pouvant moduler la structure, la composition et la fonction des forêts.
En croissance, une bambouseraie peut fixer 30 % de plus de CO2 que des arbres feuillus, jusqu'à 12 tonnes de CO2/ha/an (3 tonnes pour une forêt de feuillus). Elle libérerait alors 30 % d'oxygène de plus que des arbres[réf. nécessaire]. L'étroitesse de ses feuilles améliore l'infiltration de l'eau dans le sol (deux fois plus qu'une forêt de feuillus)[réf. nécessaire]. Il limite l'érosion des sols (grâce à son réseau racinaire très dense sur 60 centimètres de profondeur) et restaure des sols appauvris. On l'utilise pour l’élimination de certaines toxines du sol (phytoremédiation) et sa culture ne nécessite peu ou pas d'engrais, ni de produits phytosanitaires.
Dans le cadre d'une utilisation du bambou dans la construction comme matériel écologiquement performant, une équipe néerlandaise a comparé l'empreinte écologique de l'acier, du béton, du bois local et exotique, et du bambou — importé du Costa Rica — pour des constructions aux Pays-Bas. Le bambou a l'empreinte la moins importante.
Les bambous sont cependant répertoriés parmi les espèces invasives. Par leurs aptitudes à coloniser rapidement un milieu via leurs rhizomes, certaines espèces peuvent, localement, porter un réel préjudice à la biodiversité.
Dans une partie du monde, la part du bambou est mal estimée dans les inventaires forestiers. Un protocole standardisé spécifique au monitoring du bambou dans les parcelles de recherche permanentes a donc été proposé (en 2020), car les plans d'échantillonnage faits pour les arbres ne conviennent pas aux populations de bambou. Il doit aider à mieux dessiner et comprendre les modèles régionaux et mondiaux de la diversité du bambou et son rôle dans l'écologie forestière.

## Culture

Forêt de bambou à Taïwan.

Compte tenu de la floraison aléatoire du bambou, la culture moderne se fait par bouturage d'un morceau de rhizome conservé avec ses racines. Le bambou doit avoir environ quatre ans pour pouvoir être bouturé efficacement. On détache un morceau de trois chaumes consécutifs pour en faire une bouture.
Les jeunes plants demandent de l'ombre afin de rafraîchir les racines superficielles et les pousses tendres. Après quelques années, le feuillage suffit à apporter l'ombre nécessaire.
On plante la motte de rhizomes dans une terre fraîche et humide, bien drainée en hiver. La plantation se fait entre mars et avril après les dernières gelées ou en août et septembre. La motte est préalablement trempée en faisant attention qu'elle ne se casse pas puis placée dans un sol travaillé mélangé à du terreau. On recouvre enfin de trois bonnes couches de tourbe. Un tuteur peut être utile. 

## Utilisation

### Usage ancestral en Chine

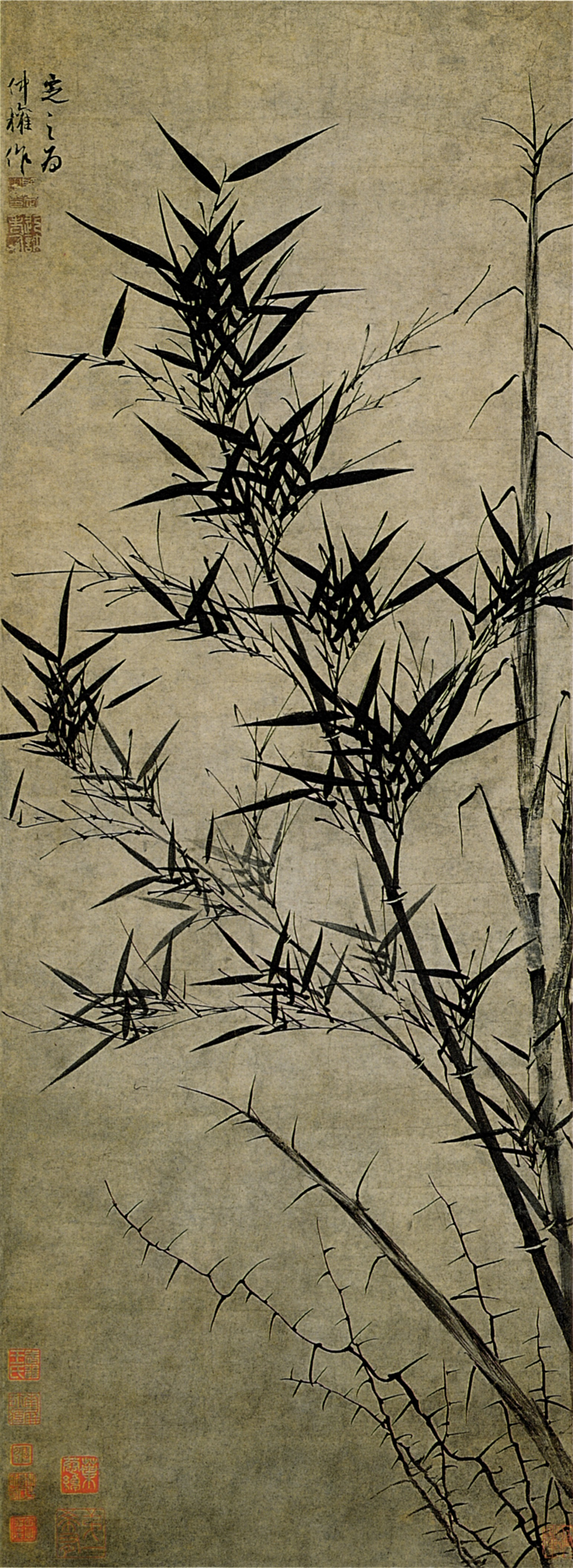
Gu An. Nouveau bambou. Dynastie Yuan. Musée national du Palais

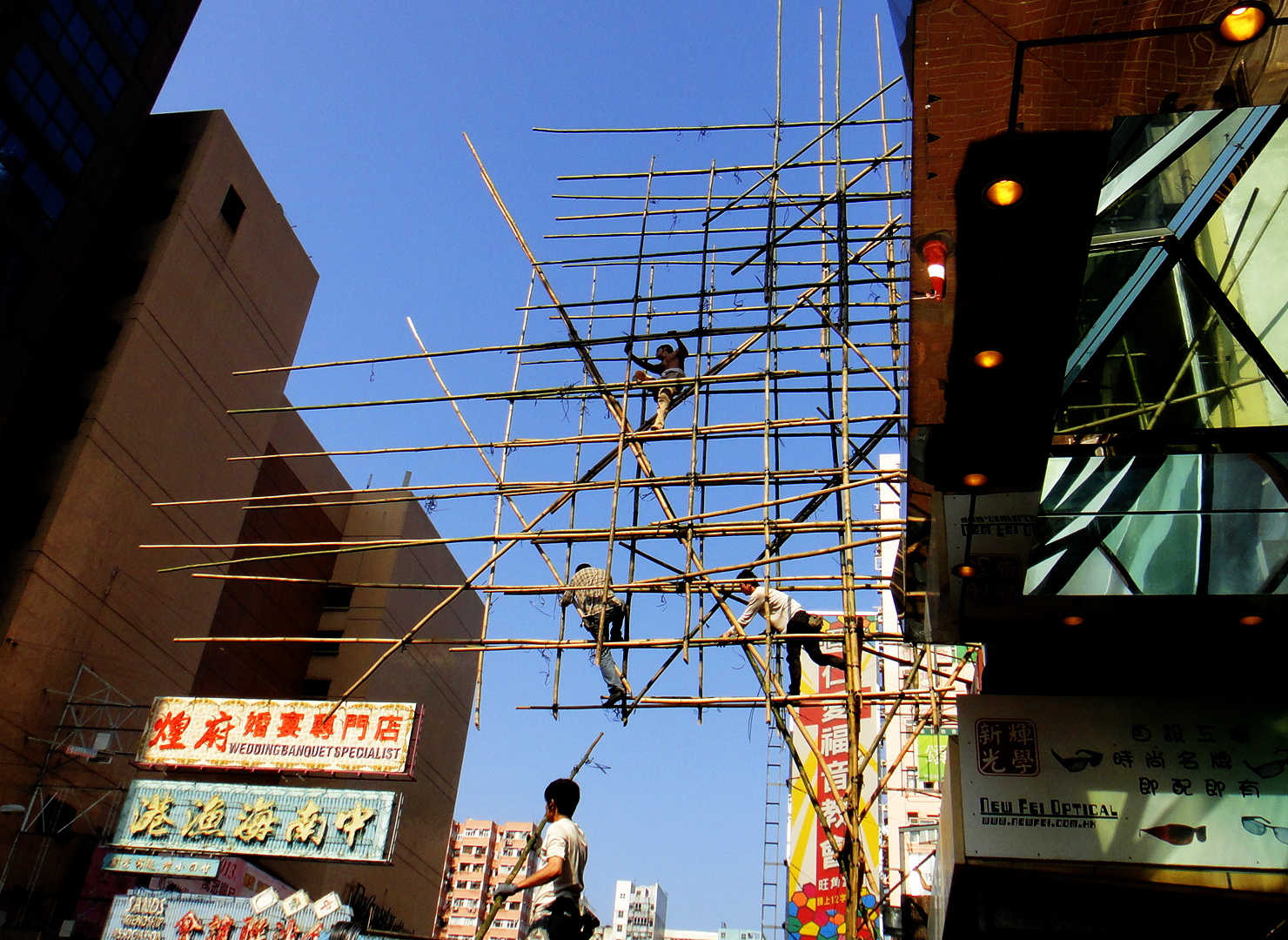
Usage du bambou, Hong Kong

Balais en bambou.

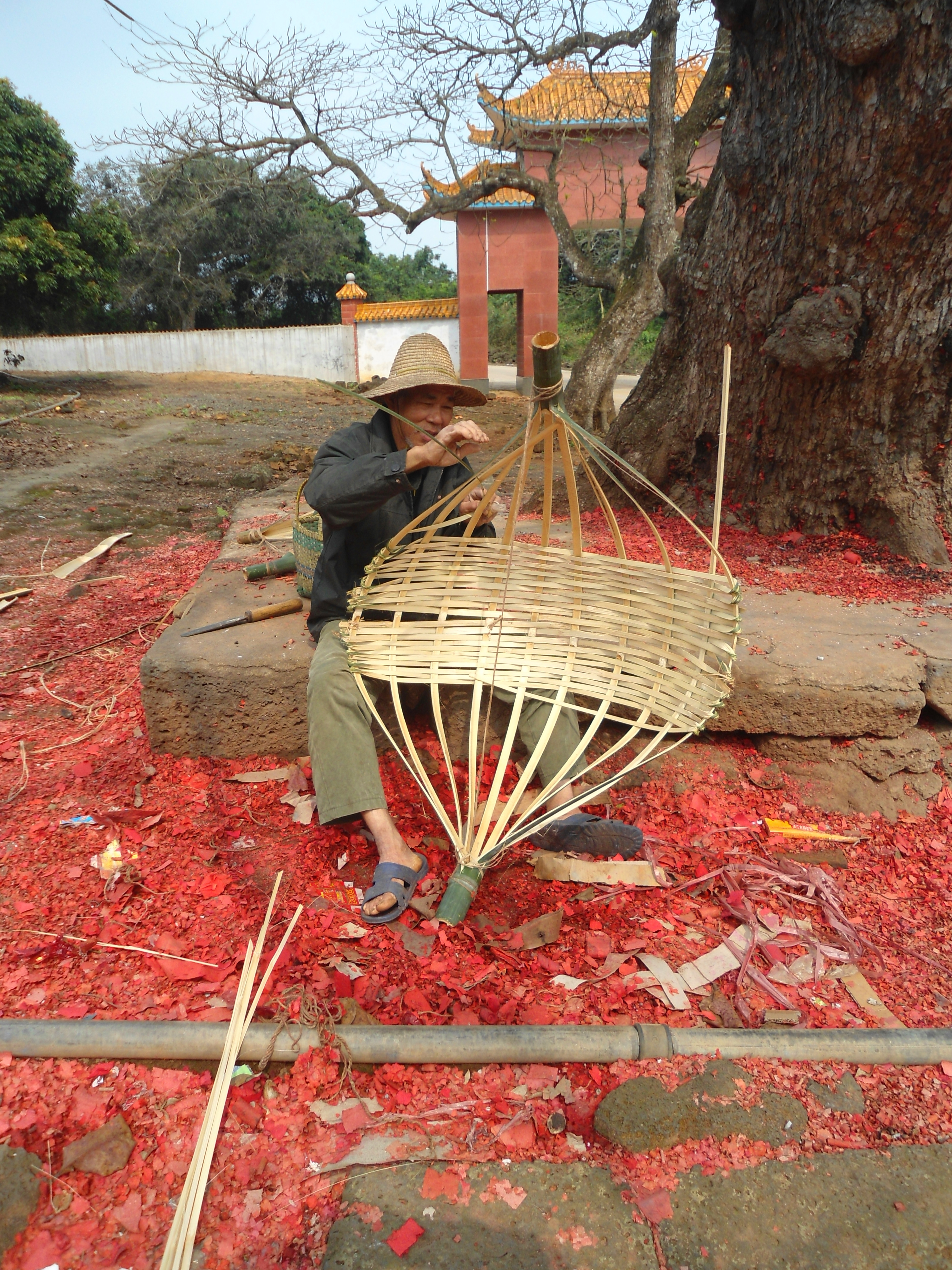
Vannerie en nappe de bambou, Hainan, Chine

Il y a quelque 6000 ans, le caractère 竹 (zhu) désignant le bambou était gravé sur des poteries de la culture néolithique de Yangshao.
« Les usages du bambou sont si nombreux en Chine au XIXe siècle, les services qu'il rend sont si grands, qu'il mérite à juste titre le nom d'arbre national. Il est nécessaire à l'architecte et au navigateur, au médecin et à l'homme de lettres, au charpentier et au confiseur, au maître d'étude et au coolie, au soldat et au voyageur, au sculpteur et au fabricant de parapluies, au pêcheur et au musicien, au juge et au fumeur d'opium, à l'agriculteur et au bonze. On l'emploie pour les vergues des voiles et pour les étais des maisons, il fournit le pinceau avec lequel on trace des caractères et le papier sur lequel on écrit. Ses feuilles servent à couvrir le toit du pauvre, ajustées en manteau elles le préservent de la pluie. Ses jeunes pousses tendres et délicates constituent un légume qui s'accommode de diverses manières et elles valent dit-on nos asperges. Bouillies assaisonnées et confites, elles produisent d'excellentes conserves tellement recherchées qu'elles forment une branche assez importante du commerce intérieur et qu'on en fait de fortes expéditions dans les diverses parties de l'Empire et surtout pour la capitale où elles vont figurer aux banquets des grands. On emploie le bambou à élever des échafaudages et à construire en quelques heures des édifices propres aux représentations théâtrales. La concrétion siliceuse appelée tabaxir, en chinois tchou houong, que l'on trouve dans les cavités des nœuds du bambou s'emploie dans les préparations médicales. Le bambou entre dans la confection de la plupart des instruments aratoires. Ce sont des perches de bambou qui servent à porter à soutenir à pousser les fardeaux, c'est en bambou que sont faits le tchih, mesure de longueur, les trois mesures de capacité, les taou et les ching des vendeurs de riz, le seau à puiser l'eau, le manche de la lance du soldat, les claies des chevaux de frise aussi bien que les montants des parasols et des éventails. C'est en bambou qu'est tressé le large chapeau de l'homme du peuple, c'est sa tige qui découpée en bandes de diverses grandeurs se métamorphose en paniers aux formes variées, en tentes et en câbles pour la marine. Sa racine se convertit sous une main habile en magots et en sculptures fantastiques. Enfin le lit, le matelas, la chaise, la table du Chinois, sa pipe, une partie de sa nourriture, le bois avec lequel il la cuit, les kuàizi (筷子) ou baguettes avec lesquelles il la mange, le balai pour nettoyer sa chambre, le papier dont est fait le livre de l'écolier, la férule du pédagogue, le redoutable instrument qui sert à exécuter les arrêts du juge, la légère baguette qu'emploie le musicien pour tirer des sons mélodieux du houng ho, tout cela est dû au bambou. »
Dès que l'on a coupé le bambou, on le tient debout dans un lieu sec et bien ventilé. Après un mois de séjour, il commence à se dessécher, mais il est bon de le passer au four pour en activer convenablement la dessiccation et lui enlever toutes les parties humides qui pourraient séjourner dans l'intérieur. Cette opération demande beaucoup de soins, car si le bambou est exposé à un feu trop vif il se fend, les tissus se disjoignent, ou bien il se tord et il devient alors très difficile de le redresser. Il est à remarquer que les mêmes effets se produisent s'il n'a pas été soumis à une température élevée car alors il n'y a que l'extérieur qui soit sec et l'intérieur conserve un reste d'humidité. Lorsque l'on coupe le bambou, il est habituellement vert, mais en se séchant il devient jaune-verdâtre. Certains vieux bambous, notamment ceux dont on se sert pour faire des objets de luxe ou d'agrément finissent par prendre une teinte rouge sombre naturellement. Le bambou est divisé de distance en distance par des nœuds dont le tissu intérieur est beaucoup moins dur que la tige. Ces nœuds peuvent être percés facilement. Les Chinois savent les perforer et les travailler intérieurement de manière que la dimension soit partout constamment la même. Les tiges ainsi préparées servent à faire des tubes d'instruments d'optique et « ils sont aussi justes que les tubes de métal ». Les gros bambous servent à faire des conduits à travers lesquels l'eau ne s'infiltre pas. Ils durent ainsi plusieurs années sans avoir besoin d'être remplacés. Afin de rendre le bambou plus solide et lui ôter sa porosité, on l'enduit d'huile extérieurement et intérieurement, on le fait ensuite noircir au feu. Ainsi préparé il est à l'abri des piqûres d'insectes et peut même être mis en terre sans crainte de le voir pourrir. Aussi les conduites d'eau sont elles exclusivement faites en bambou.

### Plante alimentaire

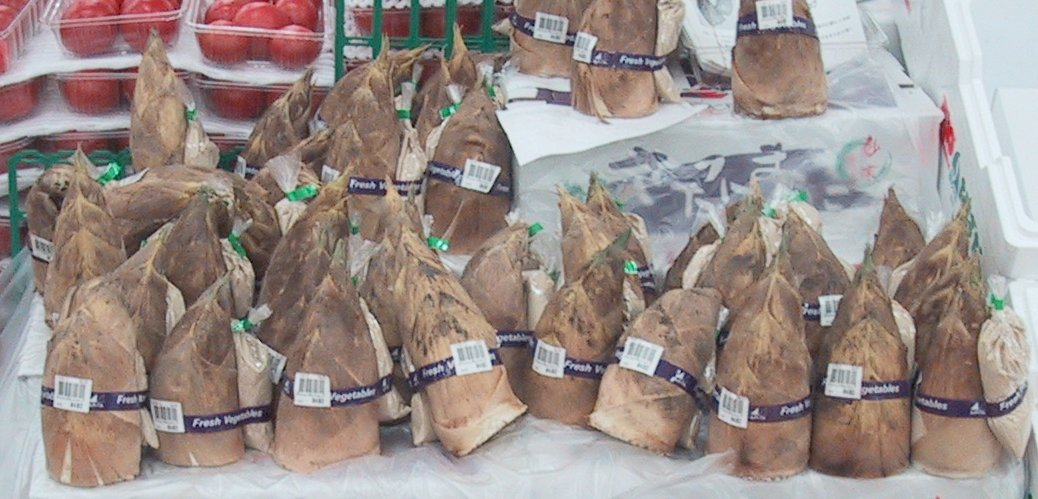
Turions de bambou (takenoko) tels qu'ils sont vendus au Japon.

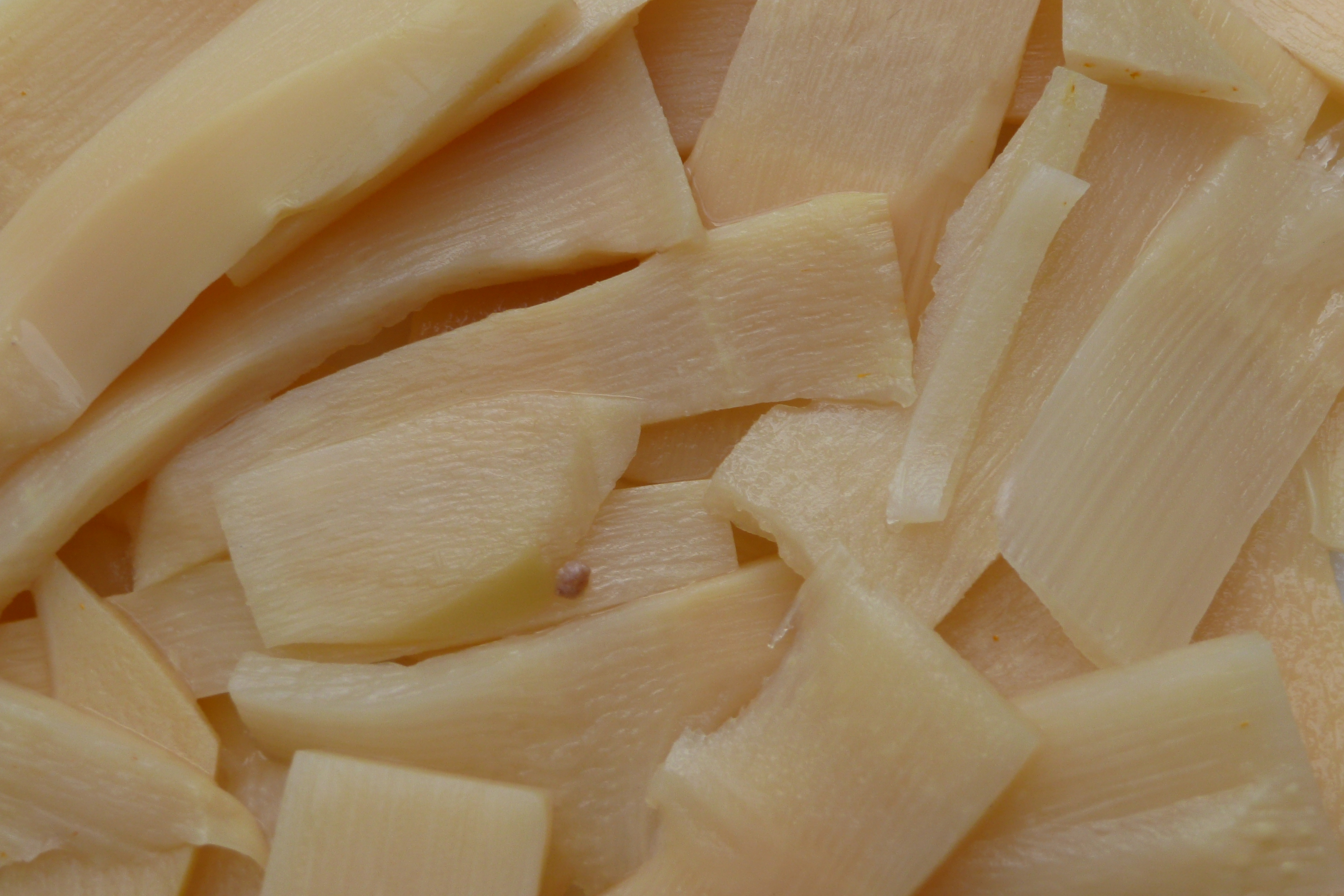
Pousse de bambou cuite et émincée.

Les turions de toutes les espèces sont comestibles, bien que certains puissent être assez amers.
Phyllostachys viridiglaucescens a un goût doux et Phyllostachys edulis fait l'objet de cultures industrielles dans ce but (sa taille étant plus grande, donc plus rentable). Les jeunes pousses sont cueillies, un peu comme des asperges, dès qu'elles commencent à sortir de terre. La plupart des espèces ne se mangent pas crues à cause de leur amertume. On les fait bouillir ou griller dans leur enveloppe, que l'on enlève ensuite, avant d'émincer le cœur des pousses pour les préparer en salade, en friture ou en sauce. Les pousses de certaines espèces (Sasa) peuvent être grillées au four et dégustées directement.
- Certains bambous sont utilisés en phytothérapie.
- Les graines peuvent être moulues et donnent une farine nutritive.
- Certaines espèces peuvent être cultivées sous forme de pâturages pour le bétail.
- Les pandas géants se nourrissent exclusivement de bambous.
- Dans les régions montagneuses du Nord Vietnam, du fait de la situation géographique éloignée de la mer et difficile d'accès, le sel de mer manque cruellement dans l'aliment de la population locale qui n'hésite pas à consommer de la cendre de bambou afin de combler cette carence.

### Plante fourragère

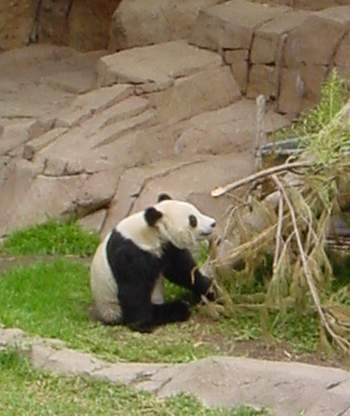
Les pandas géants se nourrissent quasi exclusivement de bambous.

Le panda géant est habituellement représenté mangeant paisiblement du bambou. En effet, bien que classé parmi les carnivores, cet animal se nourrit principalement de végétaux. Même s'il a été rapporté qu'il mange à l'occasion des œufs et des insectes, son régime alimentaire est constitué à 99 % de végétaux, presque uniquement de bambous (jusqu'à 20 kg par jour) mais il peut inclure ponctuellement d'autres végétaux, voire un peu de viande (par exemple des carcasses abandonnées). Mais le panda géant ne possède que peu des bactéries que l'on retrouve chez les herbivores tels que les ruminants et qui décomposent la cellulose, composant principal du bambou (c'est pour cela qu'il doit ingurgiter quotidiennement de telles quantités de bambou, vu le faible rendement de son assimilation de la cellulose ; privé de cæcum, comme n'importe quel ursidé, il ne peut en digérer que 17 %). Son faux pouce lui permet de cueillir et de tenir les tiges de bambou. Et il passe près de 14 heures par jour à les mastiquer en raison de sa faible capacité à assimiler la cellulose. Les pousses sont avalées tout entières, mais il ne garde que le cœur et rejette l'écorce. Le transit intestinal dure environ huit heures. Beaucoup de forêts de bambous chinoises sont aujourd'hui exploitées par l'homme ou ont été défrichées pour devenir des terres cultivables. C'est une des raisons de la forte régression de l'espèce, qui ne dispose plus de son aliment de base.
Il n'y a pas que le panda géant qui se nourrisse ou soit nourri de bambou. Dans certains pays d'Afrique et d'Asie, en Inde notamment, certaines espèces de bambous sont utilisées comme plantes fourragères pour nourrir le bétail.

### Plante ornementale

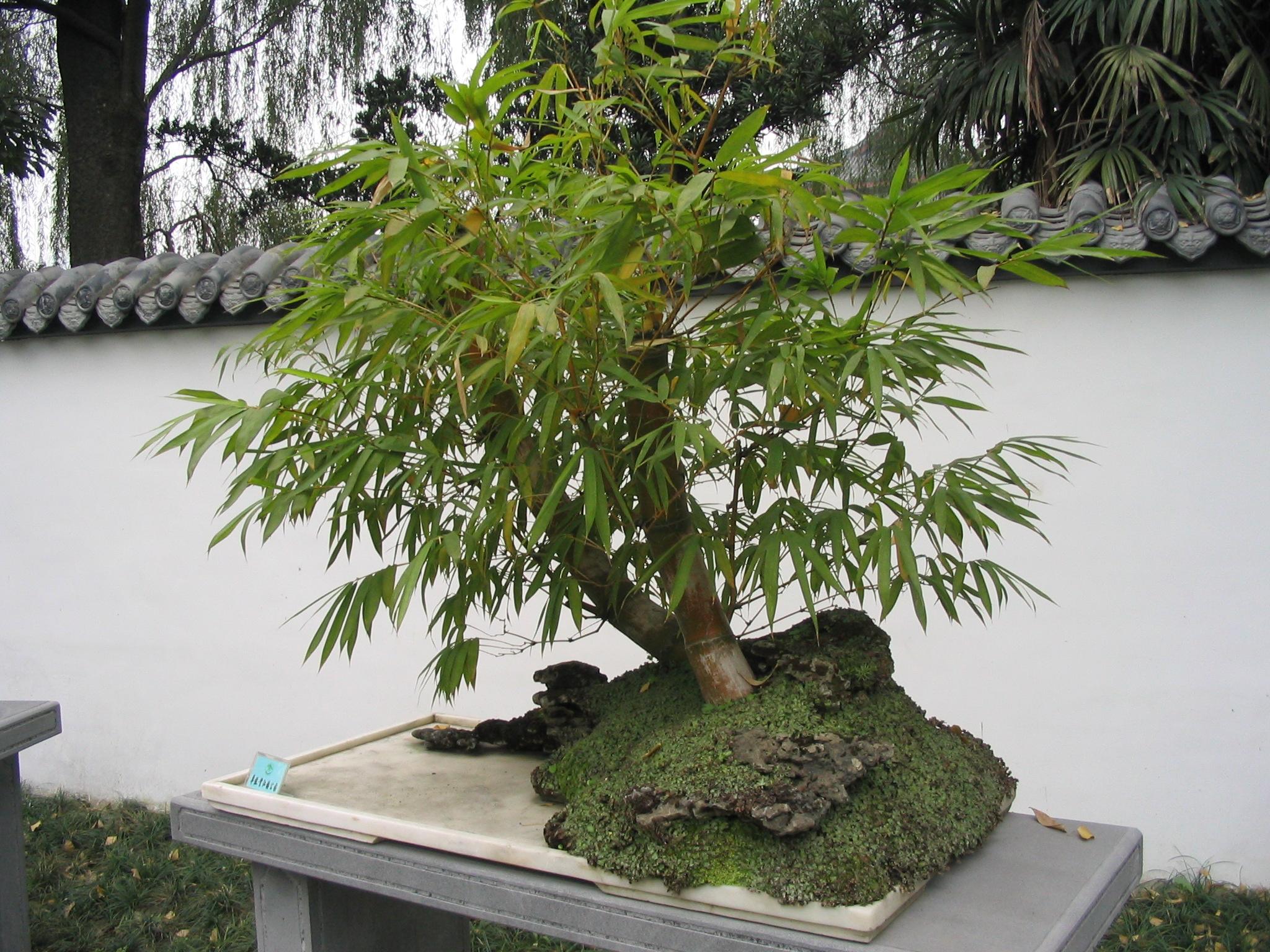
Bambou bonsaï

Les bambous sont recherchés comme plantes décoratives pour leur feuillage, qui peut être vert ou panaché de blanc ou de jaune, pour leurs tiges, les chaumes, particulièrement ceux des Phyllostachys, dont les couleurs sont variées : vert, noir, jaune, tacheté, rayé, etc., et pour leur port, de la plante tapissante au bambou de grande taille. Ils sont souvent utilisés en touffes au bord des pièces d'eau ou en haies (Phyllostachys viridiglaucescens, Phyllostachys nigra henonis ou Phylostachys nigra boryana). On peut en faire des bonsaïs, notamment Phyllostachys humilis.

### Phytoépuration
Des bassins plantés de bambous peuvent être utilisés dans des systèmes de phytoépuration.

### Objets divers

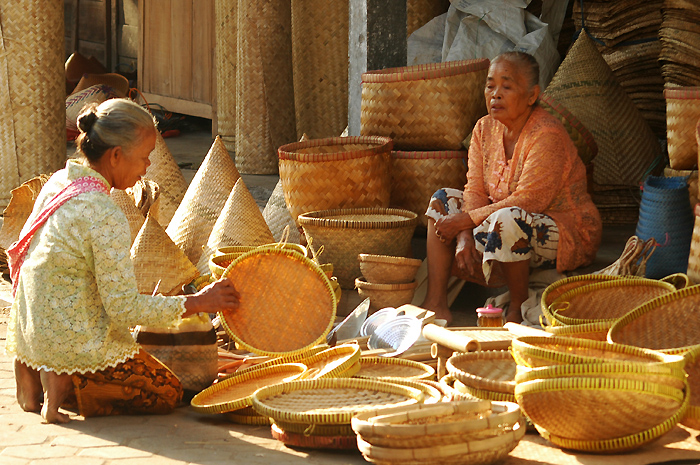
Vendeuse de paniers de bambou dans un marché de village à Sleman, Yogyakarta, Java, Indonésie (photo prise en 2007).

Fabrication de meubles, parquets, tuteurs, cannes à pêche, arcs, instruments de musique à vent ou à percussion, ustensiles divers (éventails, ombrelles, pots à tabac, étuis, paniers…).
Fabrication de tissu molleton, éponge, velours utilisés pour la fabrication de couches lavables (car très absorbant) et autres.
Après avoir essayé des centaines de substances, Thomas Edison équipa en 1880 ses ampoules de filaments de bambou de Yawata carbonisés. La lampe électrique devint une réalité et put être produite en série et commercialisée. Après plus d'un siècle, quelques-unes de ces pièces de musée survivent et s'allument encore grâce aux fils de bambou incandescents[réf. nécessaire].
Pendant la guerre d'Indochine et celle du Viêt Nam, les soldats nord-vietnamiens n'hésitaient pas à utiliser les bambous, très résistants, comme armes, notamment dans les pièges.

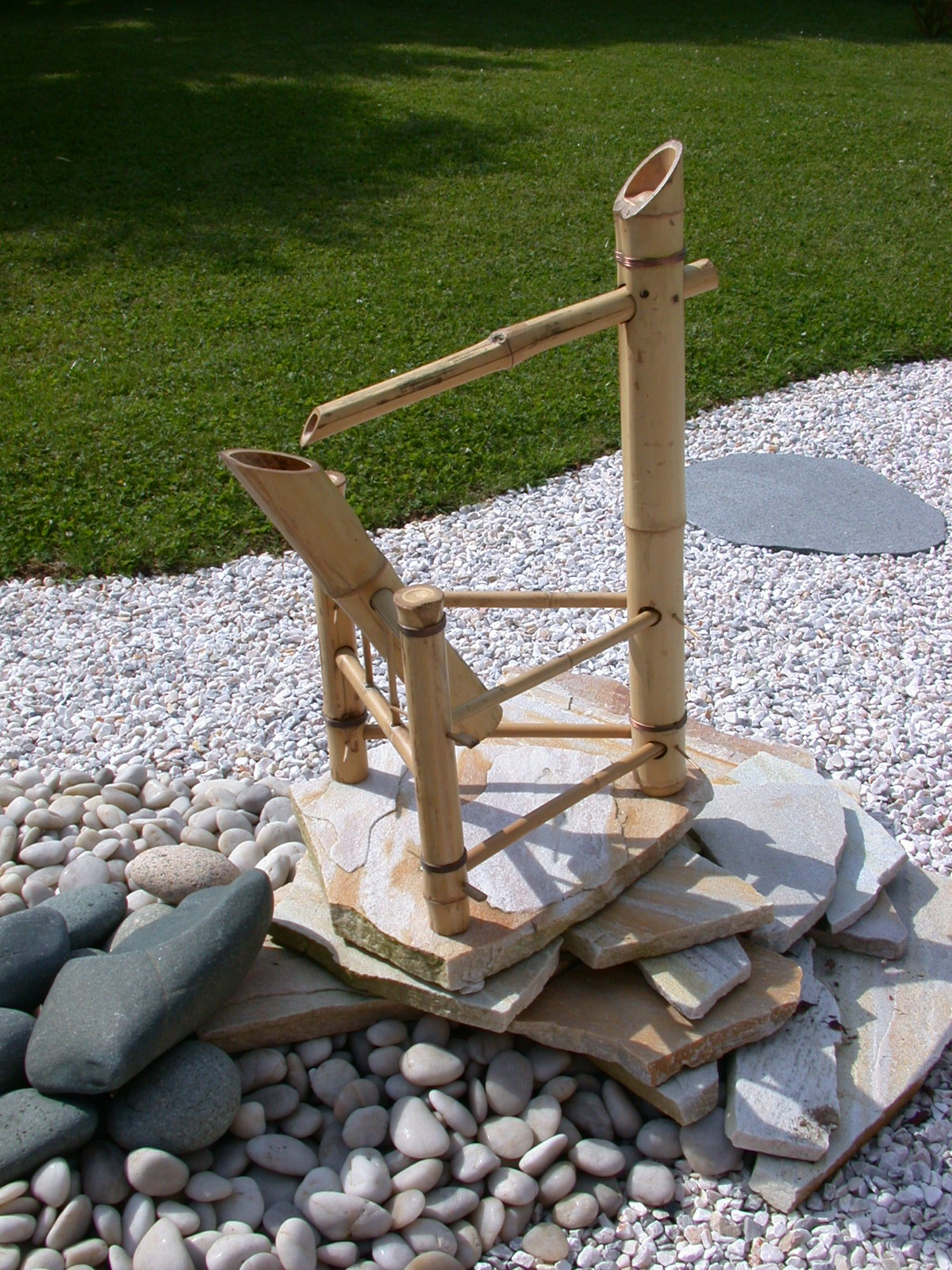
Petite fontaine en bambou.
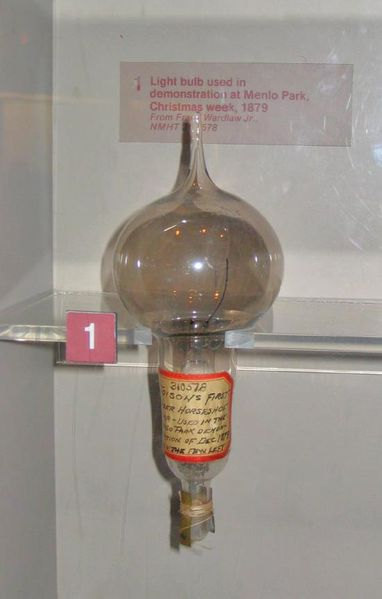
Première ampoule électrique de Thomas Edison (1879).
Shishiodoshi fontaine en bambou.

### Instruments de musique en bambou

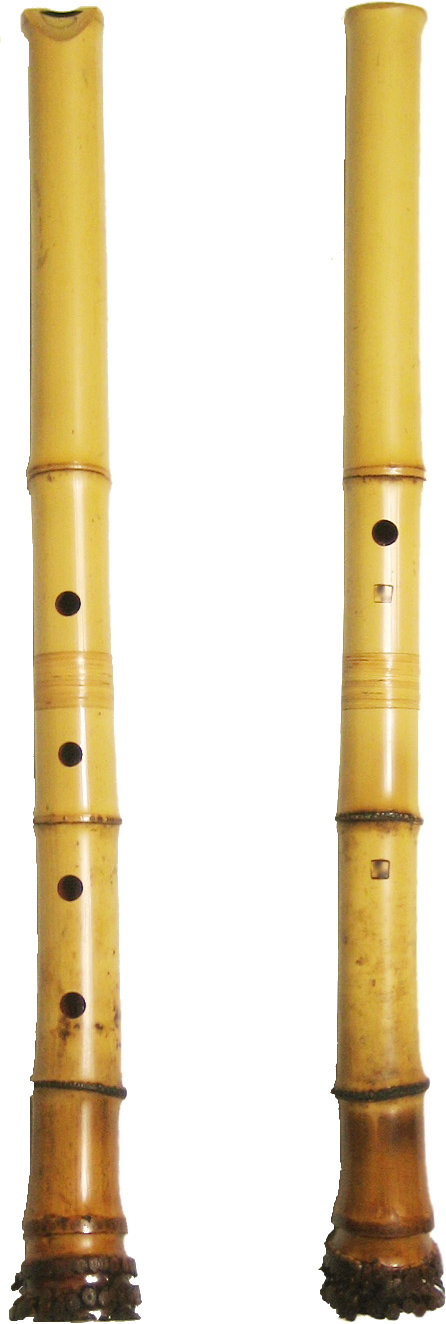
Shakuhachi (尺八), flûte de bambou japonaise.

Les instruments de musique en chaumes de bambou sont le plus souvent des flûtes qui exploitent les tiges lignifiées (chaumes), naturellement creuses, des bambous.
Il existe dans le monde de nombreux types de flûtes de bambou, telles que dizi, xiao, shakuhachi, ou jinghu. On retrouve les plus connues et réputées au Japon , Yokobue (横笛) est le terme générique pour les flûtes en bambou transversales, comme : Nôkan (能管) flûte en bambou transversale utilisée pour le théâtre Nô, Ryûteki (龍笛) flûte en bambou transversale utilisée pour le gagaku, Kagurabue (神楽笛) flûte en bambou transversale utilisée pour le mi-kagura (御神楽, Musique rituelle shintô), Komabue (高麗笛) flûte en bambou transversale utilisée pour le komagaku et semblable au ryûteki, Shinobue (篠笛) flûte en bambou transversale populaire, Shakuhachi (尺八) flûte en bambou verticale utilisée pour la méditation Zen.
En Polynésie et en particulier aux îles Marquises, le bambou est utilisé pour réaliser des flûtes nasales appelées pu ihu en marquisien, vivo en tahitien. Ces flûtes pyrogravées servaient de modèle de motifs de tatouage pour les tatoueurs.

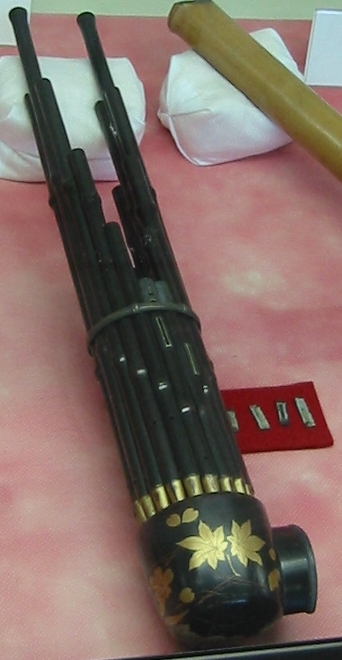
Shô - Le musicien souffle dans l'embouchure en bas à droite de l'instrument

Le shō (笙) est le nom japonais de l'orgue à bouche d'origine chinoise, où il est appelé sheng (笙), la variante coréenne est appelée saenghwang (생황/笙簧). Il est également proche du khên laotien et thaïlandais, bien que ce dernier diffère dans sa forme.

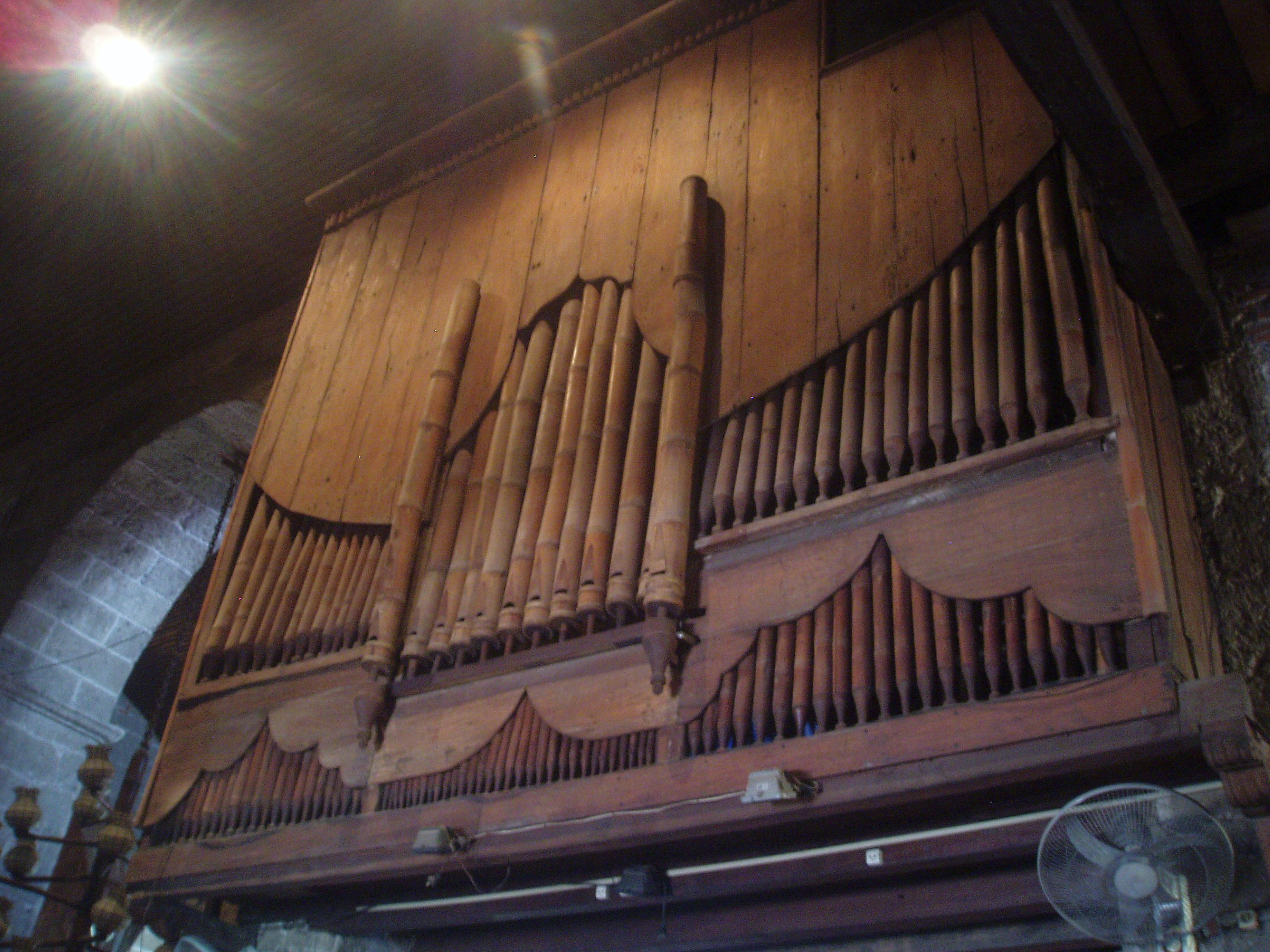
Orgue en bambou de l'église paroissiale Saint-Joseph de Las Piñas (au sud de Manille - Philippines).

Le bambou peut être utilisé dans la construction du didgeridoo australien à la place du bois d'eucalyptus plus traditionnel.
En Indonésie et aux Philippines, le bambou a été utilisé pour fabriquer divers types d'instruments de musique, tels que kulintang , angklung  et bumbong.
Le bambou est également utilisé pour fabriquer des tambours à fente. Les banda kawayan (orchestres de bambou) traditionnels des Philippines utilisent plusieurs instruments de musique en bambou, dont marimbas, angklungs, flûtes de Pan et bumbongs, ainsi que des versions en bambou d'instruments occidentaux, tels que clarinettes, saxophones et tubas.
Aux Philippines, l'orgue de bambou de Las Piñas a ses tuyaux en chaumes de bambou.
Le bambou a également été utilisé plus récemment pour manufacturer des guitares et ukulélés. Les ukulélés de bambou sont faits de bandes de bambou stratifié solides, sans contreplaqué. Ces bandes de bois de bambou sont semblables à celles des revêtements de sol en bambou.

### Écriture et dessin
Le bambou est également utilisé en dessin et en peinture, comme calame pour dessiner à l'encre de Chine.

### Pâte à papier

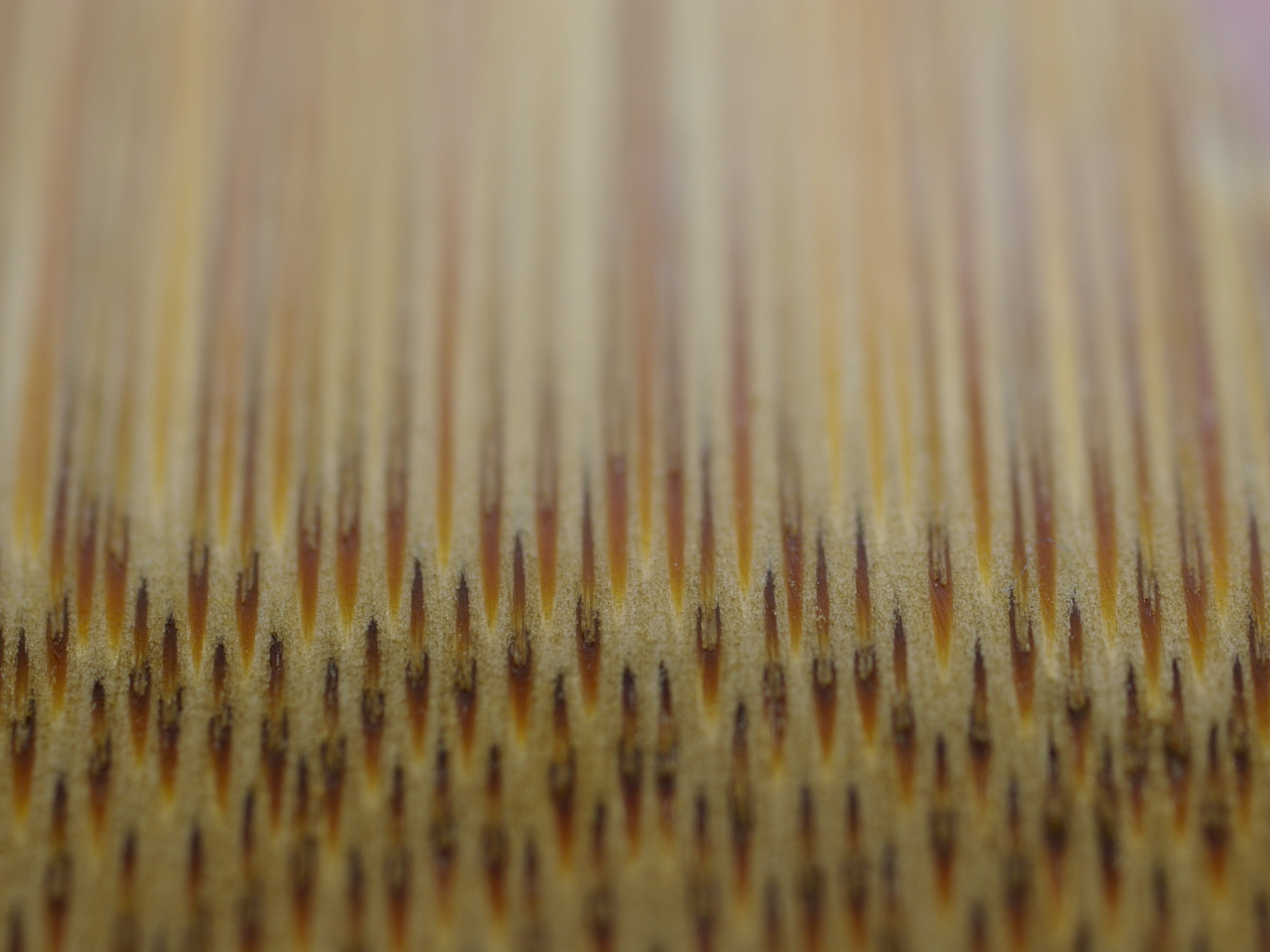
Fibre de bambou vue au microscope

La fibre de bambou peut être utilisée pour produire de la pâte à papier. Cet usage est très ancien en Chine. Phyllostachys viridiglaucescens et Phyllostachys edulis sont le plus usités en la matière.

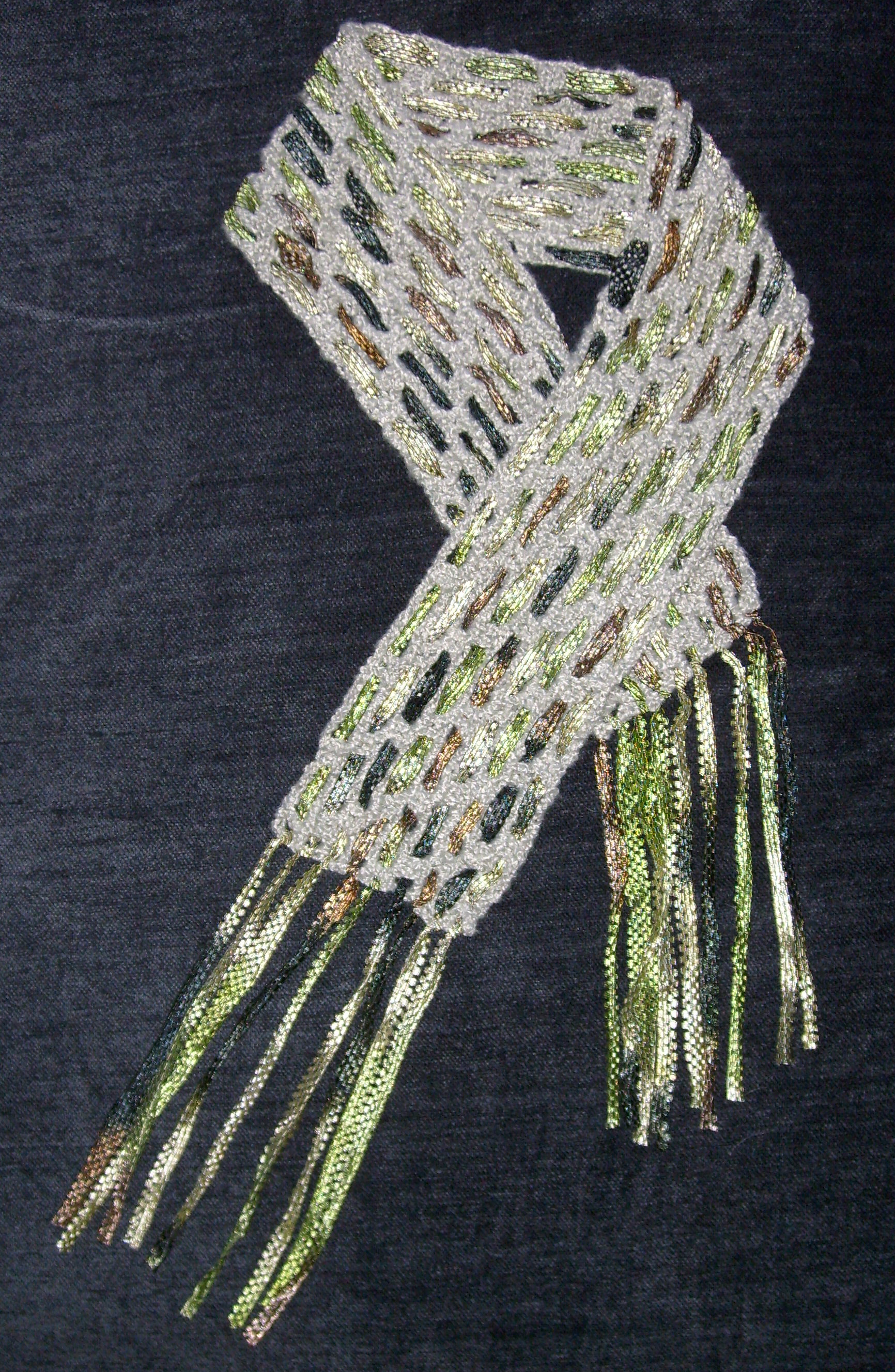
Écharpe fabriquée en fibre de bambou et rubans synthétiques

### Textile
Avec plus d'un millier d'espèces connues et d'innombrables applications, le bambou conquiert aujourd'hui le marché du textile à grand renfort de publicité. Un processus similaire à la transformation de la pâte à papier en rayonne permet de changer la cellulose du bambou en viscose. En 2004, la Chine - premier producteur mondial de bambous - a exporté pour l'équivalent d'un million de dollars de bambous destinés au secteur du textile.

### Échafaudages

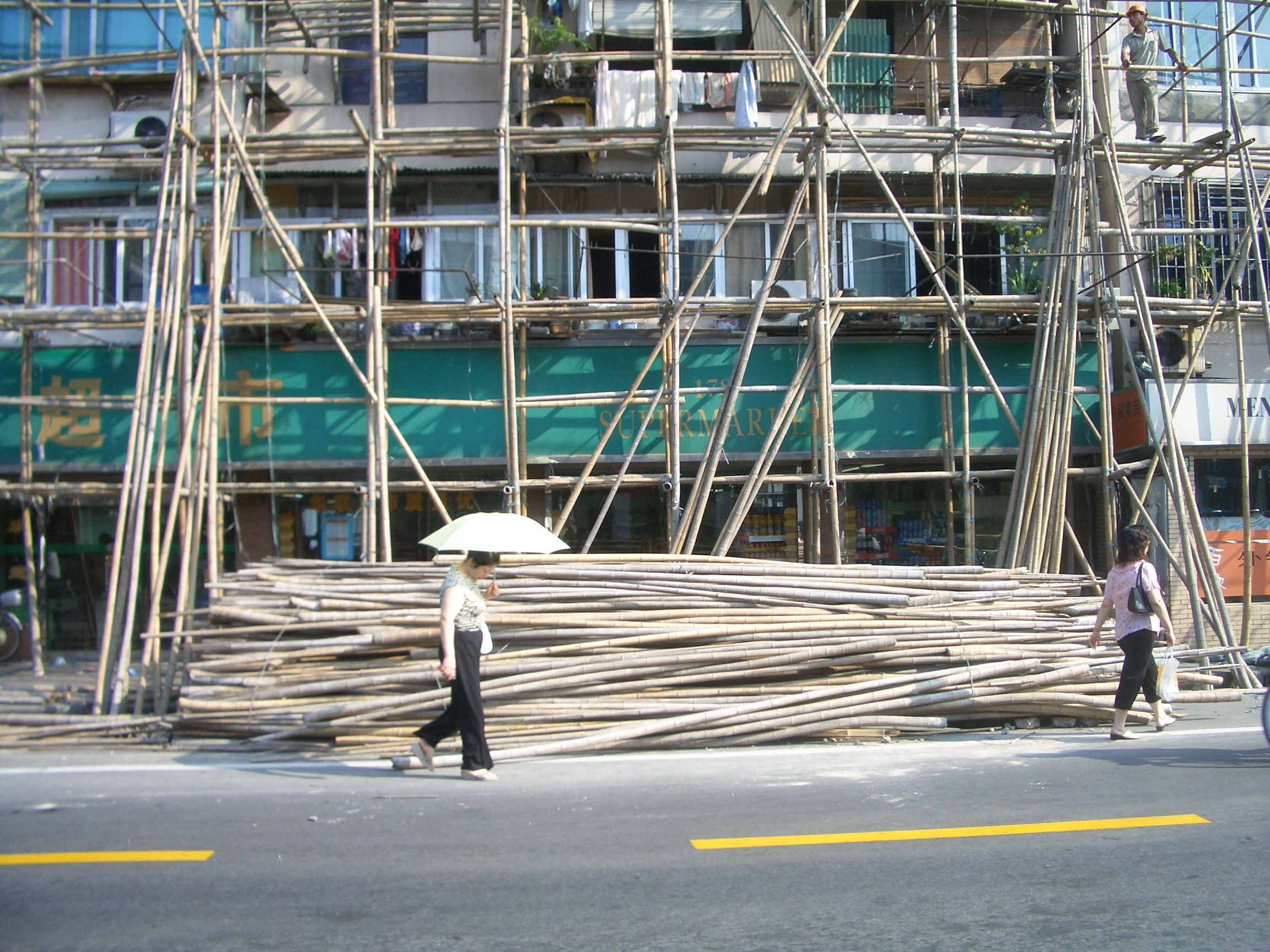
Échafaudages de bambous à Shanghai.

La chaume du bambou est utilisée pour sa résistance et sa légèreté pour les échafaudages des gratte-ciel. Parmi les dix plus hauts du monde, ceux du Two International Finance Center (416 m) et Central Plaza (374 m) de Hong Kong, la Jin Mao Tower (421 m) de Shanghai, le Shun Hing Square (384 m) Shenzhen ou le Citic Plaza (391 m) de Guangzhou (Canton), en Chine, ont notamment utilisé ce matériau.

### Transport et déplacement

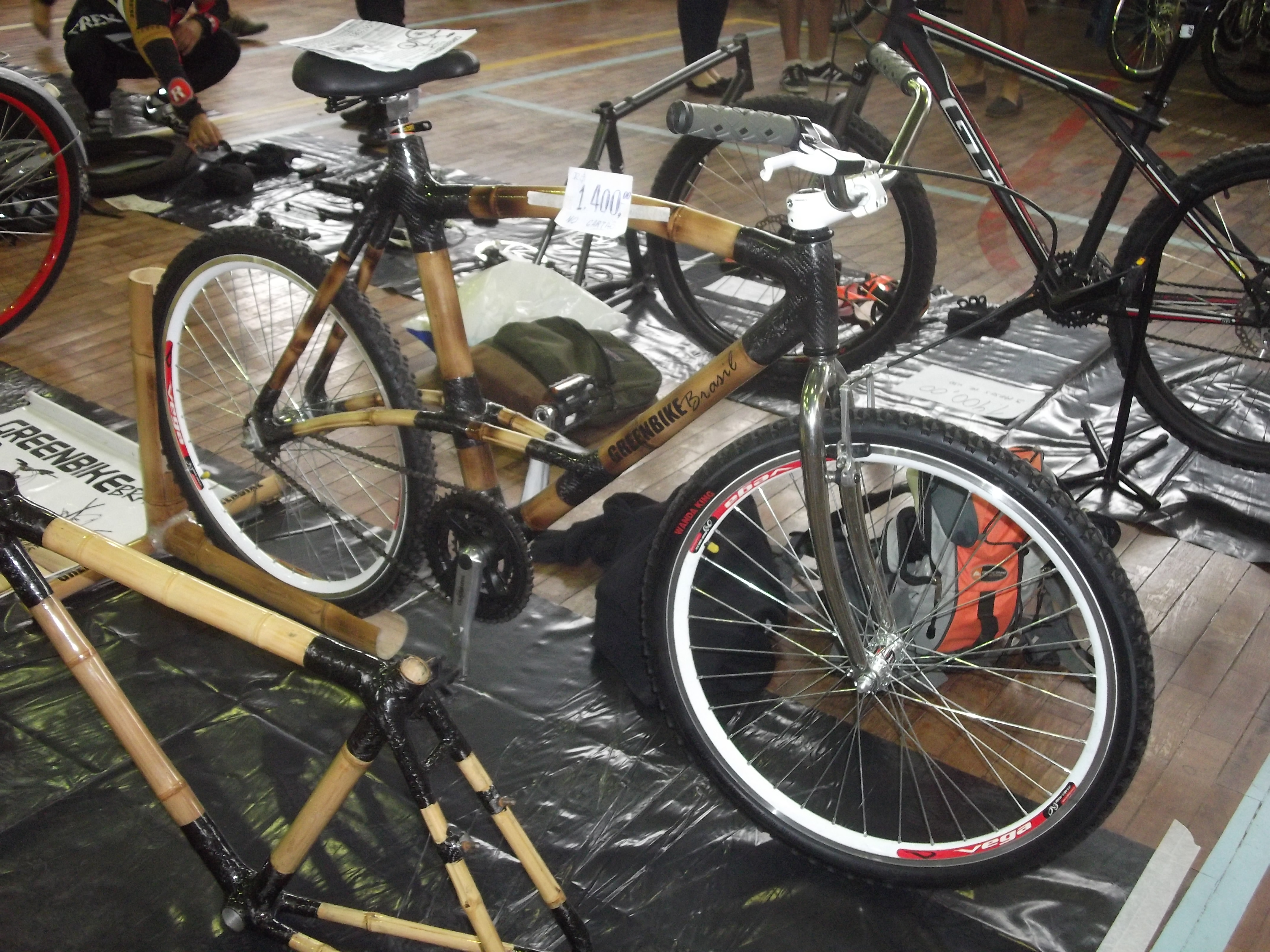
Vélo de bambou.

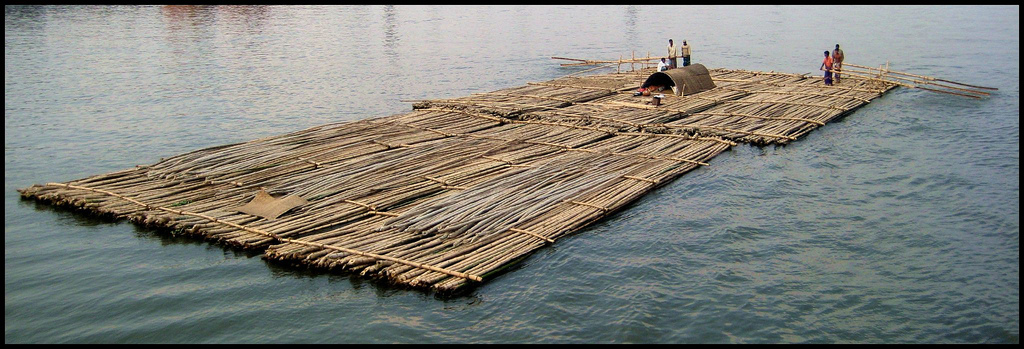
Radeau de bambou.

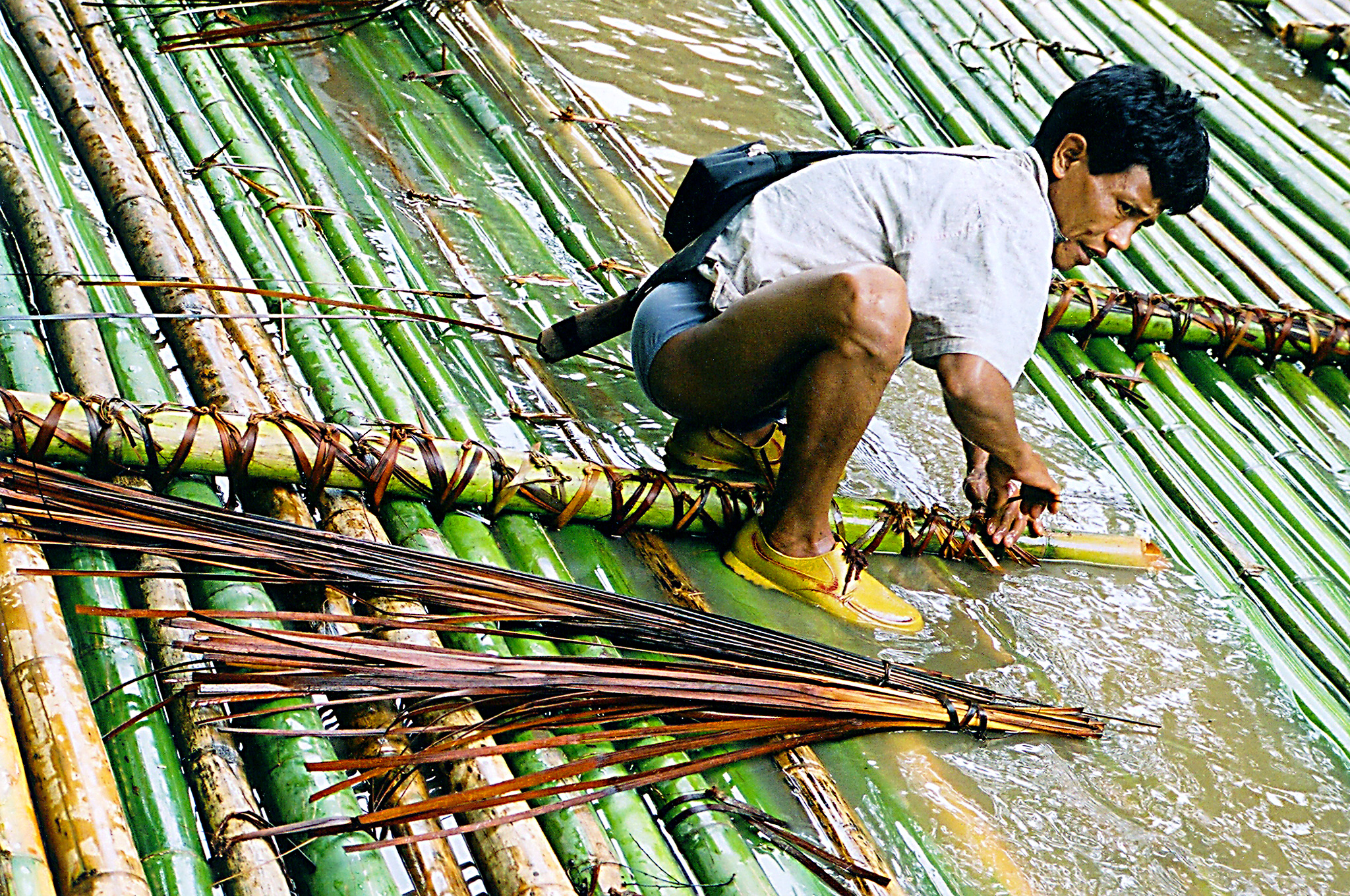
Préparation de radeau de bambou.

Outre les très connus, à travers le monde entier, vélos en bambou, et les radeaux flottants de bambou (servant également à transporter les chaumes de bambou entier, pour les échafaudages), il intervient indirectement dans les secteurs automobile (placage, pièces telles que volants ou poignées, etc.), mais aussi dans la marine (mat composite), et ferroviaire, aviation (lamellé-collé, contreplaqués de bambou qui sont plus légers, souples et résistants que ceux en bois classique). Il intervient aussi au niveau des structures, comme les ponts et passerelles des routes et chemins de communications.

### Construction

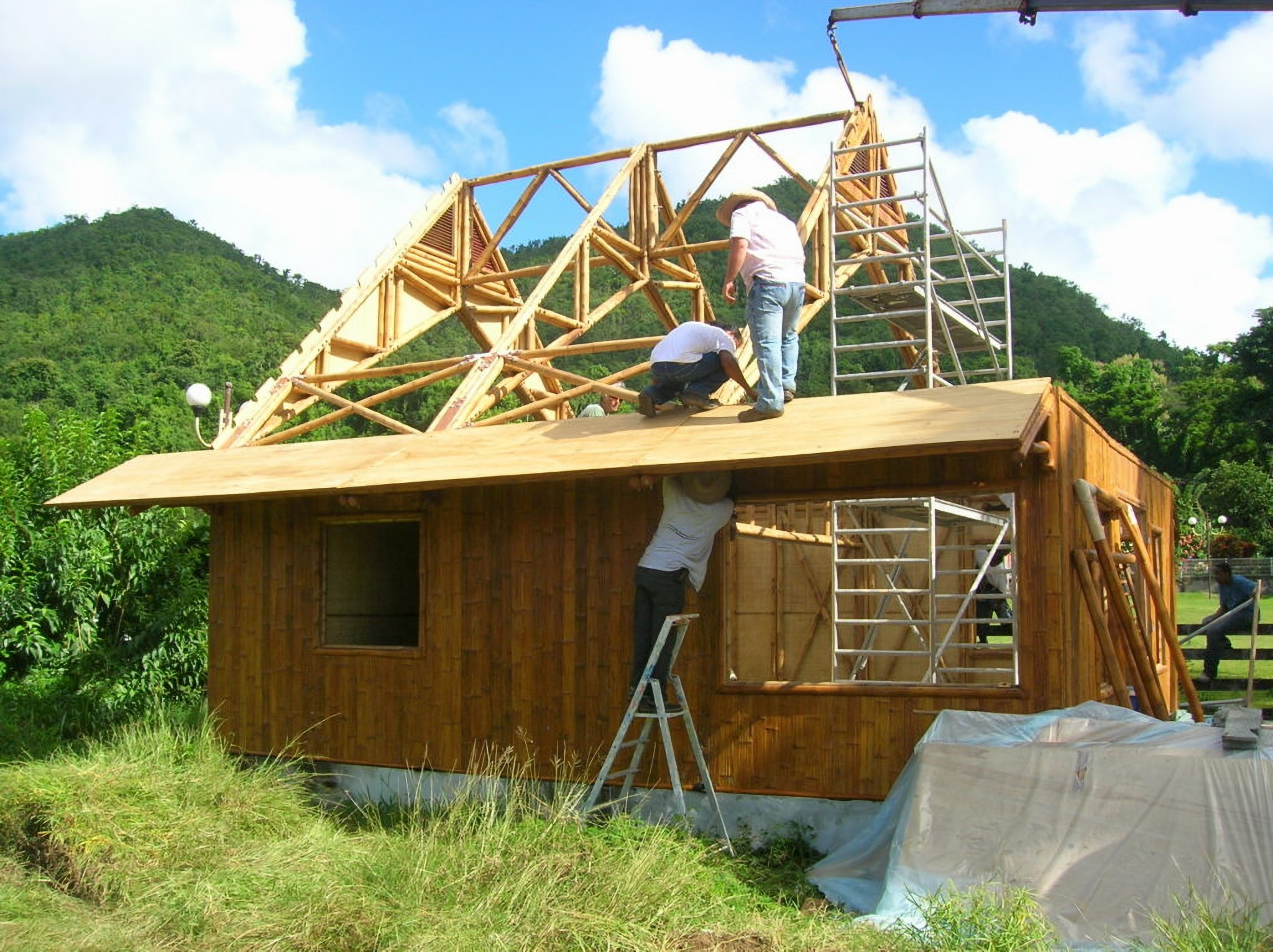
Maison en bambou.

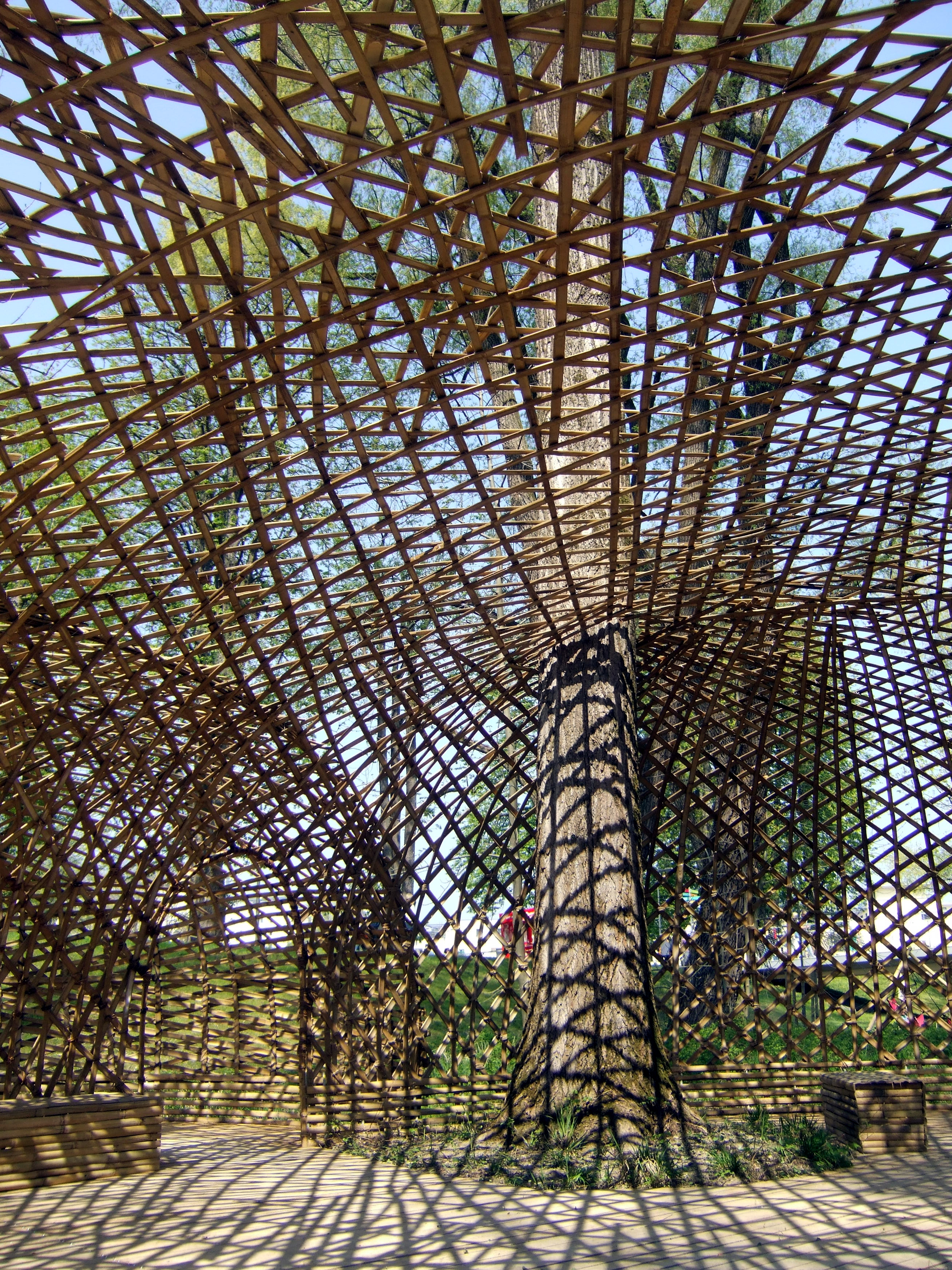
Structure en bambou.

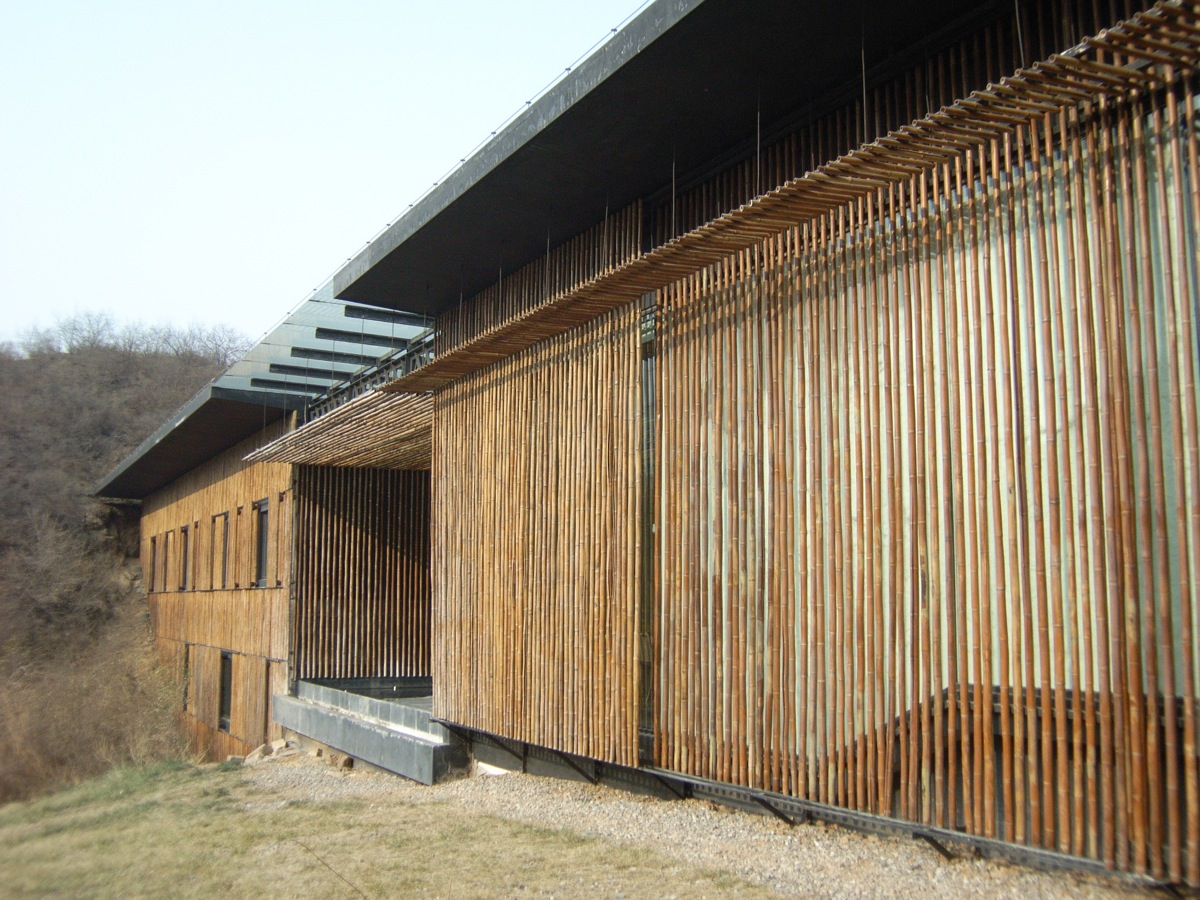
Revêtement externe en bambou.

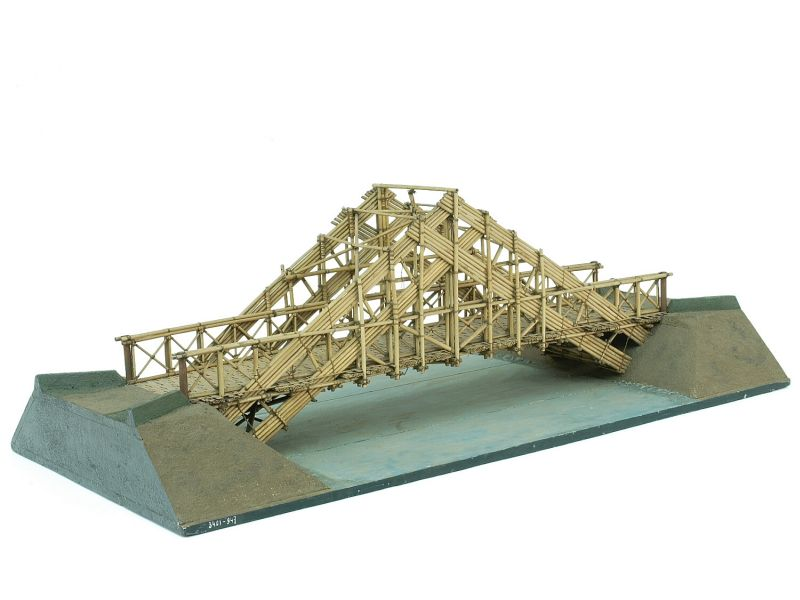
Pont en bambou.

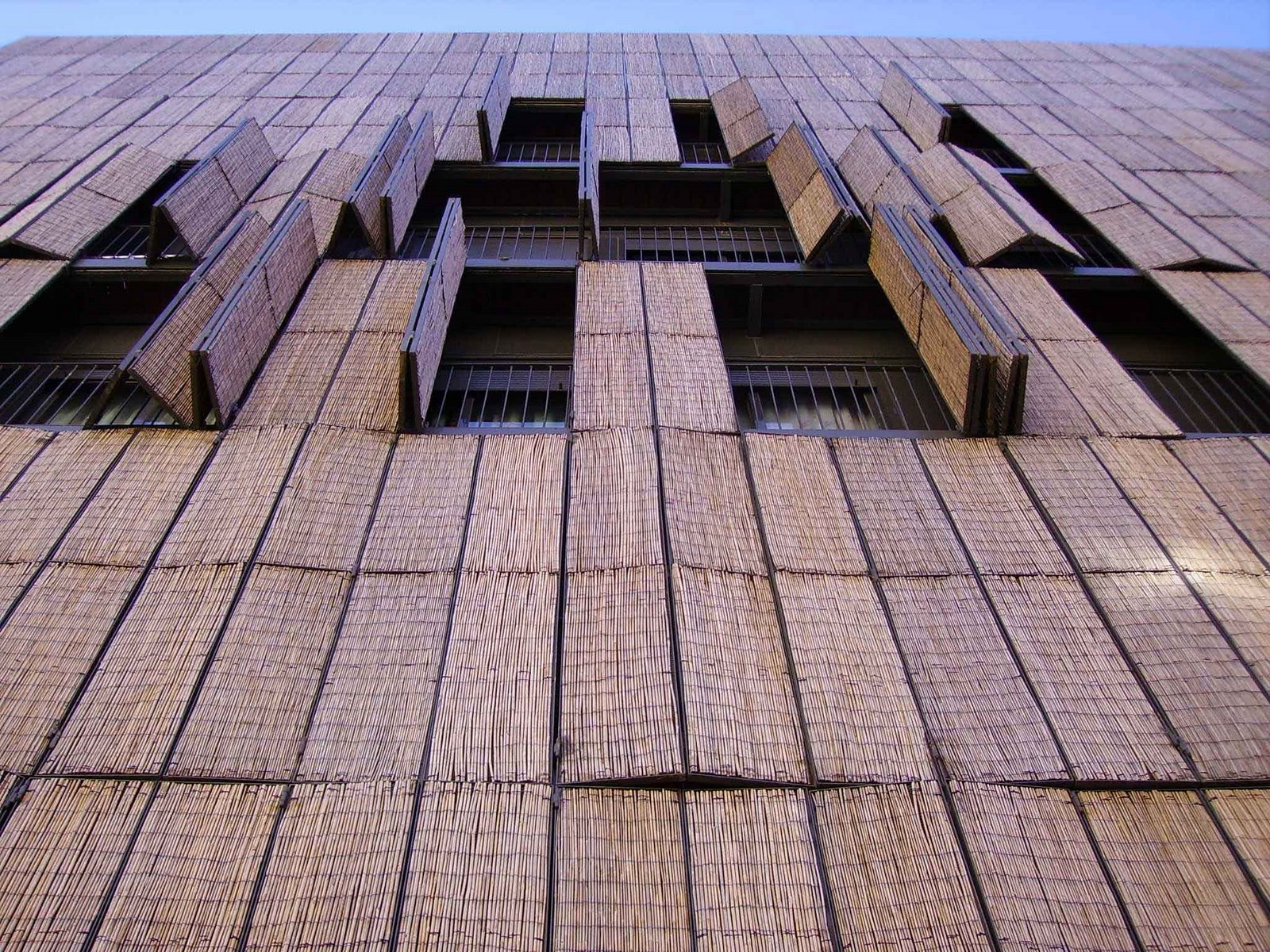
Revêtement externe pare-soleil en bambou sur immeuble bioclimatique en Espagne.

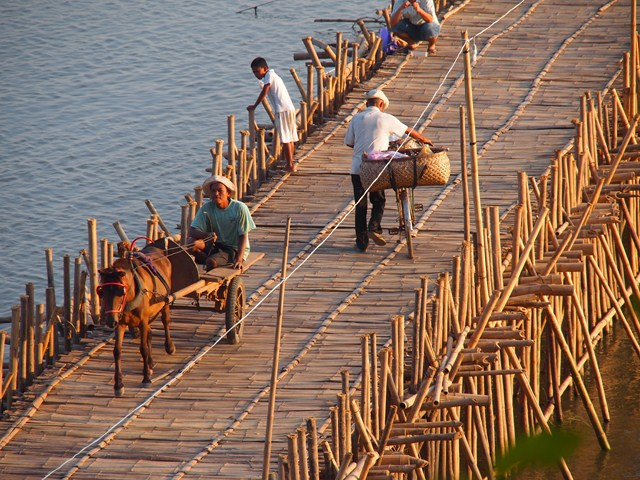
Pont de bambou (Kompong Cham, Cambodge 2011).

Constructions légères : cases, pilotis, cloisons, « ponts de singes », etc. Simón Vélez est un des architectes leaders dans la conception de structures en bambou. Une entreprise française propose d'ores et déjà des bungalows et des maisons avec un système d'assemblage de panneaux en bambou, homologués aux normes internationales de construction. Soutenue par Oséo, elle est en train d'homologuer ce système aux eurocodes.
Des essais de contrainte et de résistance montreraient en effet que la fibre de bambou a une résistance exceptionnelle, jusqu'à 40 kg/mm2 ; la fibre de bois résiste seulement jusqu'à 5 kg/mm2 et le fer de construction jusqu'à 37 kg/mm2. Par exemple, en pratique : une poutre d’acier de construction d’un mètre de long et d’un centimètre carré de section, pèse 785 grammes et supporte une charge de jusqu'à quatre tonnes avant de céder et plier. Pour le bois, une poutre de même longueur et de même poids, ayant une section de treize centimètres carrés, résistera jusqu'à huit tonnes de pression seulement. Alors qu'un bambou de longueur identique et présentant une section de douze centimètres carrés ne rompra qu’à partir de douze tonnes de pression.
Le lamellé-collé de bambou, principalement Phyllostachys viridiglaucescens et Phyllostachys edulis, est utilisé pour la fabrication de parquets, meubles, etc., et également en charpente. Il aurait même de meilleures performances de résistance que le lamellé-collé classique en bois. Il est principalement fabriqué en Chine et au Japon. Des entreprises et des organismes travaillent sur le développement de structures en bambou lamellé-collé, plus performantes que celles en bois à diamètre égal.
Le bambou peut également être utilisé en structure, en association avec de la terre crue, bauge, torchis, ou adobe, pour la construction de murs et de cloisons. Au Japon cette technique était particulièrement utilisée dans les temps anciens pour ces capacités anti sismiques. D'anciennes constructions de ce type sont d'ailleurs encore debout et résistent toujours, défiant ainsi le temps lui-même. À ce jour elle est maintenant utilisée un peu partout à travers le monde entier.
À ce jour, le bambou semble ainsi être une (la ?) solution idéale, écologique, renouvelable, pérenne, pour la création  d'un habitat sain et avec un très faible impact sur l'environnement, ainsi qu'une faible énergie grise impliquée dans sa conception, sa mise en œuvre et sa fabrication. Il est aussi plus résistant, solide, souple et léger que l'acier et le bois. Il renouvelle ses chaumes (utilisables en construction) en moins de cinq ans, contre quelques décennies (voire siècles) pour les bois de feuillus. Il se cultive sans apports d'intrants, pesticides ni fongicides, contrairement à certaines forêts "industrielles" de résineux servant à alimenter la filière bois pour la construction. Et grâce aux nouveaux architectes designers (comme Simón Vélez, Elora Hardy, etc.), de nouvelles voies s'ouvrent sur des conceptions inédites.

## Commerce
La France, en 2014, est importatrice nette de bambou, d'après les douanes françaises. Le prix à la tonne à l'import était d'environ 920 €.

## Dans la culture populaire

### Journée mondiale du bambou
Comme chaque année, la Journée internationale du bambou se déroule le 18 septembre .
Elle a été instaurée lors du huitième congrès mondial du bambou (WBC/ World Bamboo Congress), auquel 43 pays ont participé, à Bangkok en Thaïlande en 2009.

### Dans la culture Japonaise
Le bambou est un symbole de prospérité au Japon, et également de pureté et d'innocence en raison de sa forme simple, non tortueuse. De nombreuses expression font référence au bambou, par exemple : "Ranger le bois et le bambou ensemble" désigne un manque d'harmonie, ou encore "Yabuhebi" (littéralement Bambou-serpent) signifie récolter une mauvaise chose d'un acte inutile, relatif au fait que tisonner un buisson de bambou puisse faire sortir un serpent.
Le bambou est présent dans les contes japonais anciens, y compris le plus ancien d'entre eux, la princesse Kaguya est retrouvée dans une coupe en bambou. Lors de la fête du Tanabata, les vœux et poèmes des japonais sont écrits sur des Tanzaku accrochés aux feuilles du bambou, puis le lendemain celui-ci est brûlé ou jeté dans le fleuve pour que les vœux se réalisent.